# 中华人民共和国历史年表
本列表旨在记载中华人民共和国历史（1949年10月1日起）上的重大事件，按中华人民共和国最高领导人在任时期划分。

## 毛泽东时代（1949年-1976年）

### 1949年-1956年
- 1949年

- 10月1日，中華人民共和國開國大典，成立「中华人民共和国中央人民政府」，改北平為北京，以作為首都:196。定五星红旗为国旗，《义勇军进行曲》为临时国歌。
- 10月2日，苏维埃社会主义共和国联盟 （苏联）首先承認中華人民共和國:196。
- 10月3日，中华人民共和国与苏维埃社会主义共和国联盟建交。
- 10月9日，中国人民政治协商会议第一届全国委员会第一次会议召开。
- 10月14日-12月，张家口爆发了鼠疫，75人死亡。
- 10月21日，毛澤東發表政务院人選，以周恩來為總理，兼外交部部長:196，中央人民政府人民革命軍事委員會主席由毛澤東兼任:196。
- 10月25日，金门战役爆发，中国人民解放军进攻失败。
- 11月，两航事件，隶属中华民国交通部的中国航空公司、中央航空运输公司的飞行员集体自英属香港驾驶12架飞机飞到中华人民共和国。
- 12月7日，成都十二桥惨案，数十名政治犯被秘密集体枪决。
- 12月16日，毛泽东应召赴莫斯科，参加庆祝苏共中央总书记斯大林七十岁诞辰:196，并对苏联进行为期两个月的访问；21日，毛泽东等到达莫斯科，与斯大林迅速谈判:196。

- 1950年镇压反革命运动与剿匪斗争共处决了上百万人口。

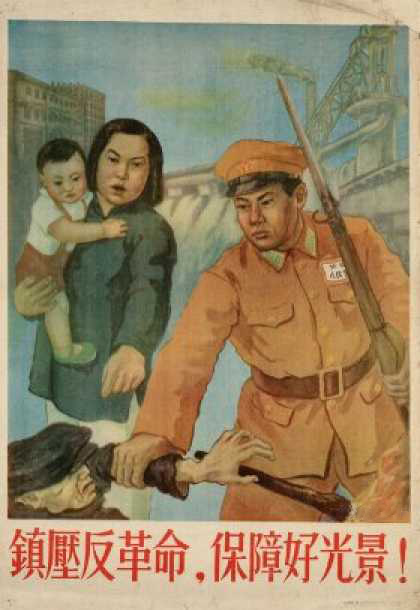
镇压反革命运动与剿匪斗争共处决了上百万人口。

- 2月14日，《中苏友好同盟互助条约》在莫斯科签订。
- 2月27日，河南宜洛矿难造成174人死亡、39人受伤，成为中华人民共和国建国以来的第一场最大安全责任事故。
- 5月1日，《中华人民共和国婚姻法》公布施行；同日，解放军“解放海南岛”。
- 6月27日，由于朝鲜战争于6月25日的爆发，美国第七舰队驶入台湾海峡协防中華民國，引发中华人民共和国政府抗议。
- 6月29日，《中华人民共和国工会法》公布施行。
- 6月30日 ，《中华人民共和国土地改革法》公布施行，逐步展开土地改革运动，1953年春基本结束；土改并未以遵循法律的和平方式进行，据估计共造成了100万-500万人的非正常死亡，农村精英阶层消亡。
- 8月15日，中国与印度边境墨脱县发生8.6级地震，约4000人死亡。
- 9月28日，中央人民政府逮捕6名涉嫌参与炮击天安门案的外国侨民。
- 10月6日，西藏昌都战役开始，解放军占领昌都地区。
- 10月8日，毛泽东发布命令，将东北边防军组成中国人民志愿军支援北朝鲜，任命彭德怀为司令员兼政治委员；19日，中国人民志愿军渡鸭绿江入朝作战。
- 10月10日，《关于纠正镇压反革命活动的右倾偏向的指示》颁布，镇压反革命运动开始，1953年底基本结束，官方数据显示至少70余万或80余万人死亡，上百万人遭逮捕，而学界则估计100万-200万人遭处决。
- 10月27日，中共中央書記處五大書記之一的中共中央秘書長任弼時於北京病逝。
- 11月4日，《各民主党派联合宣言》发表，以“仇视”、“鄙视”及“蔑视”美帝国主义为主题的三视教育运动正式展开。
- 12月19日，北京市人民政府发出布告取缔一贯道及所有会道门，由此带动全国开始取缔反动会道门。

- 1951年

- 2月21日，《中华人民共和国惩治反革命条例》颁布。
- 5月23日，《中央人民政府和西藏地方政府关于和平解放西藏办法的协议》在北京正式签订，“西藏和平解放”。
- 8月，辽河大水，造成6000多人死亡，辽宁、吉林两省受灾。
- 9月29日，政务院总理周恩来作题为《关于知识分子的改造问题》的报告，11月30日中共中央发出《关于在学校中进行思想改造和组织清理工作的指示》，开启了针对知识分子的思想改造运动。
- 10月26日，中国人民解放军进藏部队进驻拉萨。
- 12月1日，中共中央发出《关于实行精兵简政、增产节约、反对贪污、反对浪费和反对官僚主义的决定》，“三反”运动在全国开展，于1952年10月结束。
- 12月26日，政务院文化教育委员会召开第三十一次委务会议，决定成立中国文字改革研究委员会，开始筹备汉字改革。

- 1952年

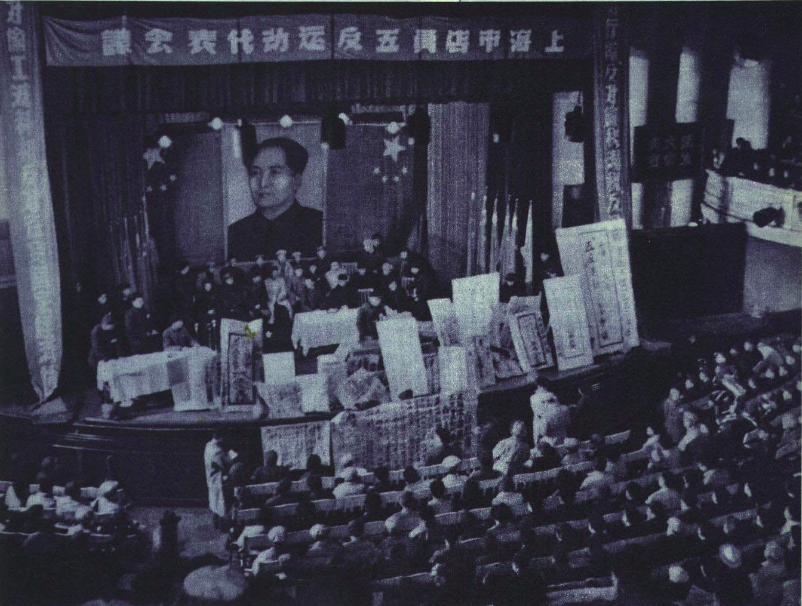
三反五反运动

- 1月26日，中共中央发出《关于首先在大中城市开展“五反”斗争的指示》，全国大中城市开展对违法资本家的“五反”运动。
- 2月1日，联合国大会第六届会议通过中华民国控告苏联的第505号决议，即《苏联违反一九四五年八月十四日中苏友好同盟条约及联合国宪章以致威胁中国政治独立与领土完整及远东和平案》。
- 2月，被中国官方称为“共和国反腐第一案”的“刘青山张子善案”中，刘青山与张子善因“贪污”被枪决。
- 4月5日，荆江分洪工程正式开工，6月20日竣工。
- 6月-9月，全国高等学校进行院系调整。
- 7月1日，成渝铁路全线正式通车，是中华人民共和国成立后建成的第一条铁路干线。
- 8月9日，《中华人民共和国民族区域自治实施纲要》公布施行，《纲要》对民族自治地方的建立、自治机关的组成、自治机关的自治权利等问题作出规定。
- 10月25日 ，“三反五反运动”结束，众多商人、资本家及其亲属自杀身亡或被迫害身亡，部分地区经济衰退，中国大陆资产阶级逐渐消亡。
- 11月15日，中央人民政府决定设立国家计划委员会，国家开始直接管理企业经营活动，推行计划经济。
- 12月22日，全国范围内的“大肃托”运动开始。
- 12月31日前，苏联向中国移交长春铁路。

- 1953年

- 1月1日，第一个五年计划开始执行。
- 3月1日，《中华人民共和国全国人民代表大会及地方各级人民代表大会选举法》公布施行，随后在全国范围内进行了乡、县、省（市）各级人民代表大会的普选。
- 3月9日，中华人民共和国为悼念苏联领导人斯大林逝世，将天安门城楼上的毛泽东肖像更换为斯大林肖像，为期一天。
- 7月，中华人民共和国第一次全国人口普查显示中国总人口超过6亿，马寅初等人提议进行计划生育。
- 7月15日，第一汽车制造厂在长春成立，此后制造出“红旗轿车”。
- 7月15-18日，东山岛战役，国共两军在福建漳州东山岛交战。
- 7月27日，中国人民志愿军、朝鲜人民军同联合国军签署《朝鲜停战协定》。
- 9月16日-10月27日，中共中央在北京召开第二次全國組織工作會議，起草了《关于加强干部管理工作的决定》，标志着中共建立了幹部職務名稱表制度。
- 10月，全国开始实行粮食统购统销；后又对油料、棉花和棉布实行计划收购和供应。
- 12月，中共中央作出《关于发展农业生产合作社的决议》，全国开展农业合作化运动。

- 1954年

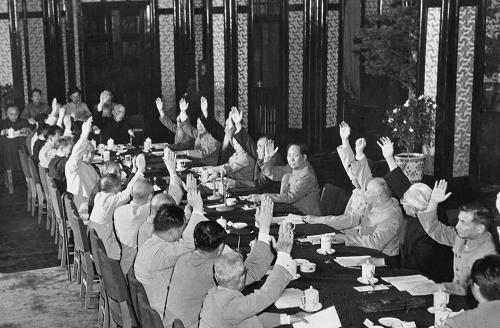
1954年6月14日，中央人民政府委员会第30次会议通过《中华人民共和国宪法草案》和关于公布宪法草案的决议

- 4月，政务院总理兼外交部长周恩来率领中华人民共和国代表团参加日内瓦国际会，签订《印度支那停战协定》。
- 6月-9月，长江爆发历史性大洪水，共造成3.3万余人死亡，受灾人口达1888万人。
- 7月23日，中国人民解放军空军在海南岛三亚以东击落一架香港客机，空难造成10死8伤。
- 8月17日，“高岗饶漱石事件”中，时任中央人民政府副主席高岗自杀，时任中共中央组织部部长饶漱石被解职逮捕。
- 9月3日，解放军炮击金门、“九三炮战”爆发，引发第一次台湾海峡危机。
- 9月15日-28日，在第一届全国人民代表大会第一次会议上，毛泽东当选中华人民共和国主席，27日中华人民共和国国务院成立、成为中央人民政府，周恩来被任命为中华人民共和国国务院总理。周恩来在政府报告中第一次提出“四个现代化”的概念。
- 9月29日，苏联领导人赫鲁晓夫访华，与毛泽东会谈。
- 10月7日，新疆生产建设兵团成立。
- 12月，第二届全国政协第一次会议选举周恩来为全国政协主席，选举毛泽东为名誉主席。
- 12月25日，青藏公路正式通车。

- 1955年

- 江苏南通爆发脊髓灰质炎（小儿麻痹症）疫情，全市1680人突然瘫痪，其中大多为儿童，并有466人死亡；此后一段时间，中国大陆每年报告2万-4.3万病例。
- 1月，东亚寒潮侵袭影响整个中国大陆地区，大部分地方出现大面积的降雪。
- 1月18日-19日，中国人民解放军在一江山岛战役中击败中华民国国军，占领浙江一江山岛。
- 4月，周恩来率领中华人民共和国代表团出席万隆会议，此前曾发生“克什米尔公主号事件”。
- 5月16日，胡风在“胡风反革命集团案”中被捕。
- 5月31日前，苏联从中国旅顺撤军。
- 7月1日，中共中央发出指示，在全国开展“肅清暗藏的反革命分子運動”，毛泽东将镇压比例定为百分之五。
- 8月，中国与美国在瑞士日内瓦开始中美大使级会谈，后转移到波兰华沙。
- 9月27日，全国人大常委会决议中国人民解放军全军实行军衔制，授予十名元帅、十名大将和五十五名上将。
- 10月1日，新疆维吾尔自治区成立。
- 10月28日， 钱学森被美国政府释放后抵达中国北京。
- 10月，中共七届六中全会通过《关于农业合作化问题的决议》，农业合作化高潮兴起。
- 11月，全国开始正式发行粮票。

- 1956年

- 1月28日，中华人民共和国国务院全体会议第23次会议通过了《关于公布汉字简化方案的决议》。
- 3月，中国人民解放军出动图-4型重型轰炸机炸毁位于四川省理塘县的长青春科尔寺。
- 3月16日，国务院成立了国家科学规划委员会，陈毅任主任。
- 4月25日，毛泽东作《论十大关系》的讲话，提出了“百花齐放，百家争鸣”的方针，又称“百花运动”。
- 5月，开始发掘明定陵，出土大量文物，由于技术落后而损坏。
- 7月13日，第一辆解放牌汽车于中国第一汽车制造厂完成组装并实现量产。
- 6月7日，陈镜开打破最轻量级挺举世界纪录，是中国运动员创造的第一个世界纪录。
- 6月21日，中国政府释放第一批日本战犯（中华人民共和国最高人民法院特别军事法庭此前于4月成立）
- 7月12日，宝成铁路南北两段接轨通车。
- 9月15日-27日，中国共产党第八次全国代表大会在北京召开，是中华人民共和国建立后中共首次召开的全国代表大会，毛泽东在9月28日召开的中共八届一中全会上当选中共中央主席，其他当选的中共中央政治局常委包括刘少奇、周恩来、朱德、陈云、邓小平（参见：中国共产党第八届中央委员会）。
- 10月15日，中国第一汽车集团公司正式建成投产。
- 12月，《1956-1967年科学技术发展远景规划纲要》正式出台。
- 年底， 生产资料所有制的社会主义改造，即“三大改造”基本完成，与此同时各地农民和手工业者爆发大规模“退社运动”（退出合作社）甚至引发暴动，但遭到镇压。

### 1957年-1965年
- 1957年

- 2月，毛泽东发表《关于正确处理人民内部矛盾的问题》讲话。
- 2月，贵州爆发“亚洲流感”，1年多内造成全球100万-400万人死亡，成为历史上致死人数最多的大瘟疫之一。
- 3月，中华人民共和国割让浮水洲岛予越南，后者将其改名白龙尾岛。
- 4月27日，中共中央发出《关于整风运动的指示》。
- 6月8日，继4月份发出整风运动的《指示》后，中共中央再次发出《关于组织力量准备反击右派分子进攻的指示》，反右运动展开，此后至少55万知识分子、民主人士遭到迫害，至此中华人民共和国进入中国共产党实质性一党专政时期，民主制度遭到严重破坏。
- 10月，武汉长江大桥正式通车。
- 10月15日，聂荣臻与苏联部长会议第一副主席别尔乌辛在苏联莫斯科签署《中苏国防新技术协定》。
- 11月，毛泽东率领中国代表团访问苏联，参加庆祝“十月革命”四十周年等活动。

- 1958年

大跃进时期大炼钢铁

- 1月9日，全国人大常委会颁布了《中华人民共和国户口登记条例》。
- 1月11日-22日，在广西召开的南宁会议上，毛泽东批评了周恩来、陈云等人的“反冒进”，同时提出权力“只能集中到党委，到政治局、书记处、常委、只能有一个核心”。
- 2月11日，全国人民代表大会第五次会议正式批准《汉语拼音方案》，并通过了《全国人民代表大会关于汉语拼音方案的决议》。
- 3月3日，中共中央发布《关于开展反浪费反保守运动的指示》，“双反运动”展开。
- 3月8日-26日，在成都会议上，毛泽东提出“两种个人崇拜”的观点，为中共全党进一步推行个人崇拜在理论上开了绿灯，开始吹起了对毛泽东的个人崇拜之风。
- 4月，青海省发生藏族和撒拉族暴动，史称“循化事件”，解放军镇压造成400余人死亡、数百人受伤。
- 5月，中共八大二次会议通过“社会主义建设总路线”，总路线与大跃进、人民公社被统称为“三面红旗”。
- 7月中下旬，黄河中下游地区发生水灾，京广铁路中断14天。
- 7月21日，时任苏联领导人赫鲁晓夫通过苏联驻华大使帕维尔·尤金向毛泽东提出建立“共同舰队”的建议，遭到毛泽东等人的抵制，7月31日至8月3日，赫鲁晓夫访华与毛泽东会谈，但会谈不欢而散（参见：中苏交恶）。
- 8月17日-30日，北戴河会议召开，会后大跃进运动和人民公社化运动掀起高潮。
- 8月23日，中国人民解放军福建前线部队炮击金门，“金门炮战”引发第二次台湾海峡危机。
- 8月30日，在苏联的援助下，中国科学院物理所建成的中国第一座实验性核反应堆回旋加速器开始运转。

- 1959年

中国人口出生率、死亡率变动图。三年困难时期（1959-1961年）内的出生率明显下降、死亡率明显上升。

- 中国大陆发生三年大饥荒（1959-1961年），据各方估计共造成1500万-5500万人非正常死亡，被广泛视为人类历史上规模最大的饥荒，也被认为是最严重的人为灾难之一。
- 3月，西藏拉萨骚乱，中国人民解放军驻藏部队于3月20日-22日进行了武装镇压，造成重大人员伤亡，达赖喇嘛流亡国外（参见：西藏问题）。
- 4月18日-28日，在第二届全国人民代表大会第一次会议上，刘少奇当选中华人民共和国主席，周恩来连任中华人民共和国国务院总理。
- 6月，苏联停止对中国核武器研发项目的援助（参见：596工程、中苏交恶）。
- 7月2日-8月16日，庐山会议召开，彭德怀等人因反对浮夸风等左倾问题而遭到批判，被毛泽东定性为“彭、黄、张、周反党集团”，会后毛泽东在全党发动反右倾运动，超300万党员干部遭到整肃。
- 8月-10月，中华人民共和国与印度发生边界冲突，即郎久事件和空喀山口事件。
- 9月10日，位于北京的人民大会堂建成竣工交付使用。
- 9月，中国第一台每秒运算1万次的快速通用电子计算机试制成功。
- 9月26日，发现大庆油田。
- 9月30日，苏联领导人赫鲁晓夫访华，参加中华人民共和国成立十周年庆祝活动，与毛泽东等人发生争论（参见：中苏交恶）。
- 10月，河南信阳发生持续半年的饥荒，“信阳事件”中上百万人非正常死亡。

- 1960年

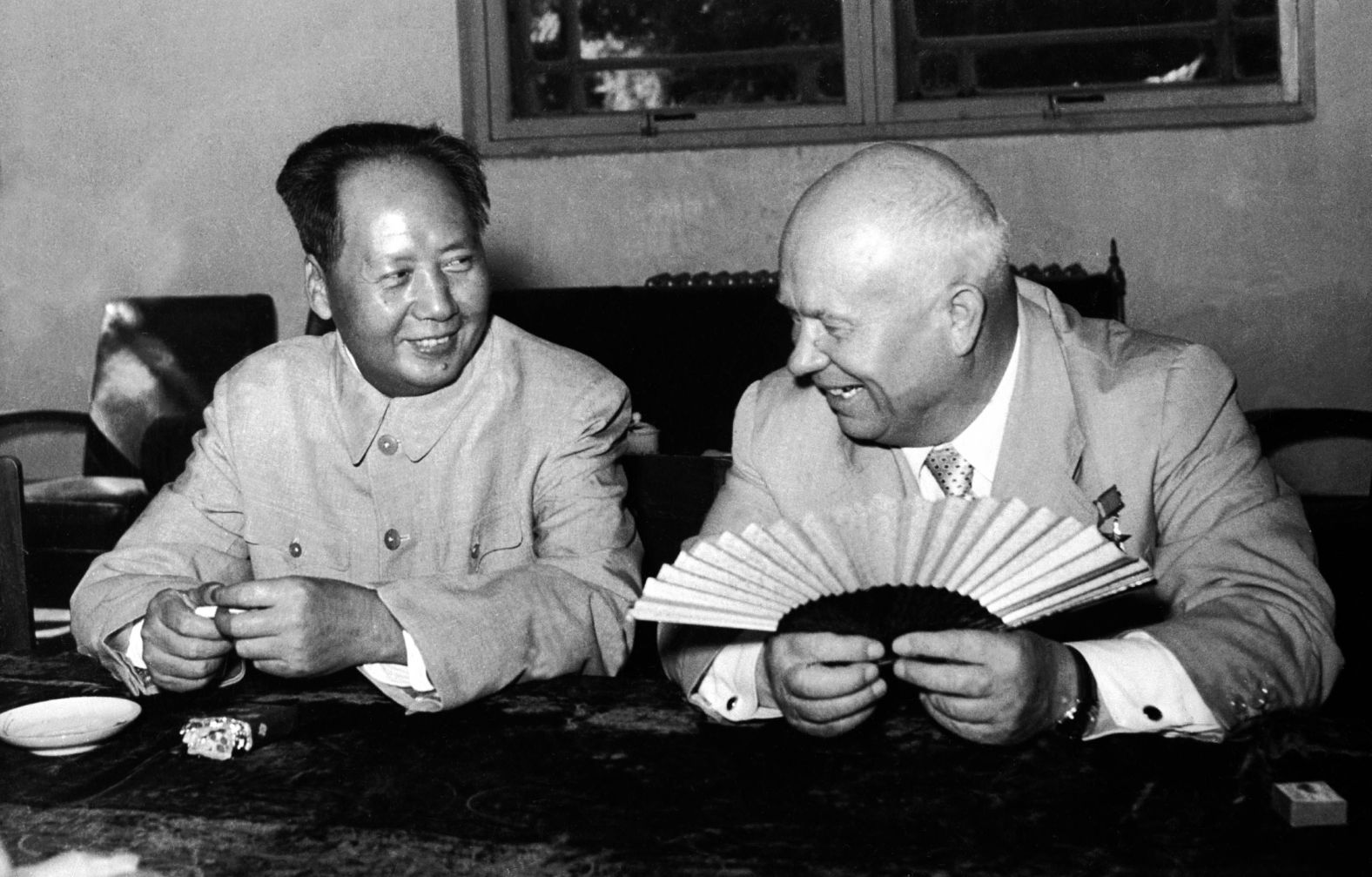
五十年代末、六十年代初，中苏交恶（图为毛泽东与赫鲁晓夫）

- 2月4日，中共中央派康生等人作为观察员参加《华沙条约》缔约国在莫斯科召开了政治协商会议，中苏矛盾深化。
- 2月19日，中国自主研制的第一枚液体探空火箭T-7M在上海南匯县发射成功。
- 5月，大同老白洞煤矿瓦斯爆炸事故共造成684人死亡，成为中华人民共和国建国来最严重的矿难事故。
- 5月25日，中国人首次登顶珠穆朗玛峰。
- 6月，解放军与缅甸军方联合展开中缅联合勘界警卫作战，进攻中华民国国军在缅甸北方的势力，使之撤退至台湾。
- 6月-11月，在甘肃夹边沟农场关押的数千名右派因饥饿死亡，即“夹边沟惨案”。
- 6月19日，时任美国总统艾森豪威尔访问中华民国台湾，引发了中国大陆与台湾之间的“六一九砲戰”。
- 6月24日-26日，彭真率中共代表团参加在罗马尼亚举行的共产党和工人党布加勒斯特会议，期间中苏论战走向公开化、两党关系走向破裂，此后7月-9月，苏联政府撤走全部1390名在华专家、撕毁600份合同、停止供应重要设备（参见：中苏交恶）。
- 10月1日，中华人民共和国和缅甸联邦在北京签订《中华人民共和国和缅甸联邦政府边界条约》，中国方面正式放弃对果敢的主权，让予缅甸，并割让南坎。
- 10月1日，中共派刘少奇、邓小平、彭真等率代表团参加在莫斯科召开的共产党和工人党国际会议，该团与苏共发生激烈冲突（参见：中苏交恶）。
- 11月3日，中共中央发出《关于农村人民公社当前政策问题的紧急指示信》。
- 11月5日，中国第一枚导弹“东风一号”发射成功，属仿苏地对地近程导弹（参见：两弹一星）。
- 12月，顾方舟领导研发的“沙宾型”脊髓灰质炎活疫苗首批500万人份生产成功，在中国大陆十一个城市开始推广，此后顾方舟等人于1962年进一步将其改造为“糖丸”活疫苗。（1959年，顾方舟曾前往苏联学习考察，并获得美、苏的疫苗样本，当时美国科学家阿尔伯特·沙宾正与苏联科学家米哈伊尔·楚马科夫合作以推广其研发的口服疫苗以对抗小儿麻痹症。）

- 1961年

- 1月，中共八届九中全会决定对国民经济实行“调整、巩固、充实、提高”的八字方针，标志着“大跃进”实际结束。
- 3月，中共中央制定《农村六十条》。
- 6月，中共中央批准《文艺十条》，后修改为《文艺八条》。
- 7月，中共中央批发《科研十四条》。
- 8月15日，中国第一条电气化铁路宝成铁路建成通车。
- 9月，中共中央批准试行《高教六十条》。
- 9月，中共中央批准试行《工业七十条》。
- 10月25日，美国中情局支持的四水六岗卫教军在西藏袭击解放军，缴获有关大跃进失败和解放军战斗序列的重要情报。

- 1962年

- 1月11日-2月7日，中共中央在北京举行扩大的工作会议，即“七千人大会 ”，毛泽东在会上作了自我批评、退居二线，由刘少奇、邓小平等人主持中央事务，此后刘少奇、邓小平、陈云、邓子恢等人支持“三自一包”的经济改革政策。
- 3月19日，广东新丰江水电站水库水位达110.5米时诱发6.1级地震，震中烈度为8度，为中国大陆最大的水库诱发地震。
- 4月，新疆“伊塔事件”爆发，中华人民共和国两位开国少将祖农·太也夫、马尔果夫·伊斯哈科夫以及超6万名中国公民叛逃苏联。
- 6月-7月，邓小平对三自一包的“包产到户”表示支持，并引用四川（一说安徽）谚语“不管黄猫黑猫，捉到老鼠就是好猫”，“猫论”出台。
- 8月，小说《刘志丹》被康生指责为“反党小说”。
- 9月9日，中国人民解放军空军在江西南昌首次击落美制U-2高空侦察机，该侦察机隶属于台湾中华民国空军。
- 9月24日-27日，中共八届十中全会在北京举行，毛泽东在会上提出阶级斗争要“年年讲，月月讲，天天讲”，对刘少奇等人的改革政策表达不满，会议批判了“三自一包”以及“三和一少”。
- 10月-11月，中印边境战争爆发，中国获得胜利后撤离藏南地区。
- 10月12日，中国与朝鲜签订《中朝边界条约》，向朝鲜割让包括长白山在内约1200平方公里的土地。
- 11月9日，华侨事务委员会主任廖承志在北京同日本代表高碕达之助签署了《中日长期综合贸易备忘录》，开启“LT贸易”。

- 1963年

- 3月5日，《人民日报》发表毛泽东题词：“向雷锋同志学习”，全国开展“学雷锋”活动。
- 5月，杭州会议召开，中共中央发布《关于目前农村工作中若干问题的决定（草案）》，即《前十条》，“四清运动”正式展开，此后造成数万人非正常死亡，被视为文化大革命的预演。
- 7月，童第周、严绍颐等人在《科学通报》上发表有关鱼类的核移植《鱼类细胞核移植》的论文。
- 8月，海河特大洪灾造成5000余人死亡，北京部分地区被淹、天津被困，受灾人口超2200万人，是海河流域历史上最严重的洪灾之一。
- 9月，中共中央制定《关于农村社会主义教育运动中一些具体政策的规定（草案）》，即《后十条》。
- 9月6日，《人民日报》和《红旗》开始发表《九评苏共》，中苏论战进入高潮（参见：中苏交恶）。
- 12月16日，十大元帅之一的罗荣桓逝世。

- 1964年

- 1月27日，中华人民共和国与法国建交。

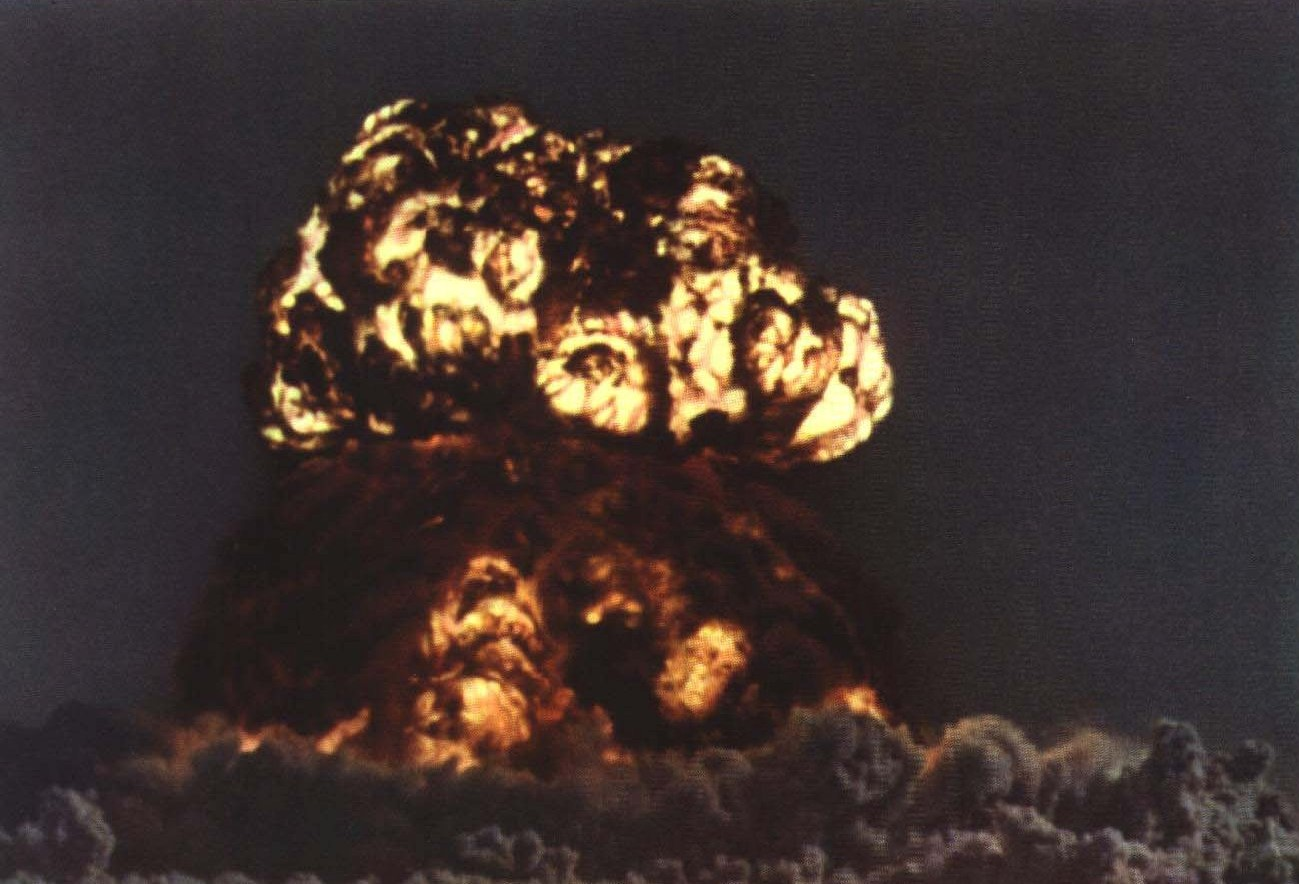
1964年10月16日，中华人民共和国第一枚原子弹（代号“596”）成功爆炸。

- 2月，中国大陆掀起“工业学大庆、农业学大寨 ”运动。
- 2月-8月，中国与苏联在北京就边界问题举行谈判，会谈无果而终。
- 4月，中国和日本就互派记者达成《中日记者交换协定》。
- 6月29日，中国第一枚自主研制的导弹“东风二号”在酒泉发射场成功发射并命中目标（参见：两弹一星）。
- 7月，中华人民共和国第二次全国人口普查显示中国总人口达7.23亿，扫盲运动使得中国文盲率（15岁及以上不识字人的比例）下降到了52%，有约1亿人脱盲。
- 7月，“文化革命五人小组”成立。
- 8月，设立中国中日备忘录贸易办事处驻东京联络处。
- 10月16日，中国第一颗原子弹爆炸成功（参见：两弹一星）。
- 11月，苏共中央第一书记赫鲁晓夫下台后，周恩来、贺龙率代表团访问苏联，与苏联国防部长马林诺夫斯基发生矛盾，中苏冲突升级（参见：中苏交恶）。
- 12月21日-1965年1月4日，在第三届全国人民代表大会第一次会议上，刘少奇连任中华人民共和国主席，周恩来连任中华人民共和国国务院总理。

- 1965年

- 2月，苏联部长会议主席柯西金在北京与中方会谈，与毛泽东发生争论（参见：中苏交恶）。
- 5月1日，中国地质科学院的学者在云南元谋发现元谋人。
- 5月1日，中国人民解放军与中华民国国军在福建爆发“东引海战”。
- 6月，中华人民共和国出兵参加越南战争，中国大陆称其为“抗美援越”，先后派遣部队数十万余人进入越南。
- 8月6日，中国人民解放军海军与中华民国海军在福建、广东附近爆发“八六海战”。
- 9月1日，西藏自治區正式成立。
- 9月17日，在世界上首次人工合成结晶牛胰岛素，次年4月《中国科学》刊登了有关论文。
- 11月10日，姚文元于上海《文汇报》发表《评新编历史剧〈海瑞罢官〉》，被认为是文化大革命的导火索。
- 11月13日-14日，中国人民解放军海军与中华民国海军在福建爆发“崇武以东海战”。

### 1966年-1976年
- 1966年

- 1月，中华人民共和国和中非断交。

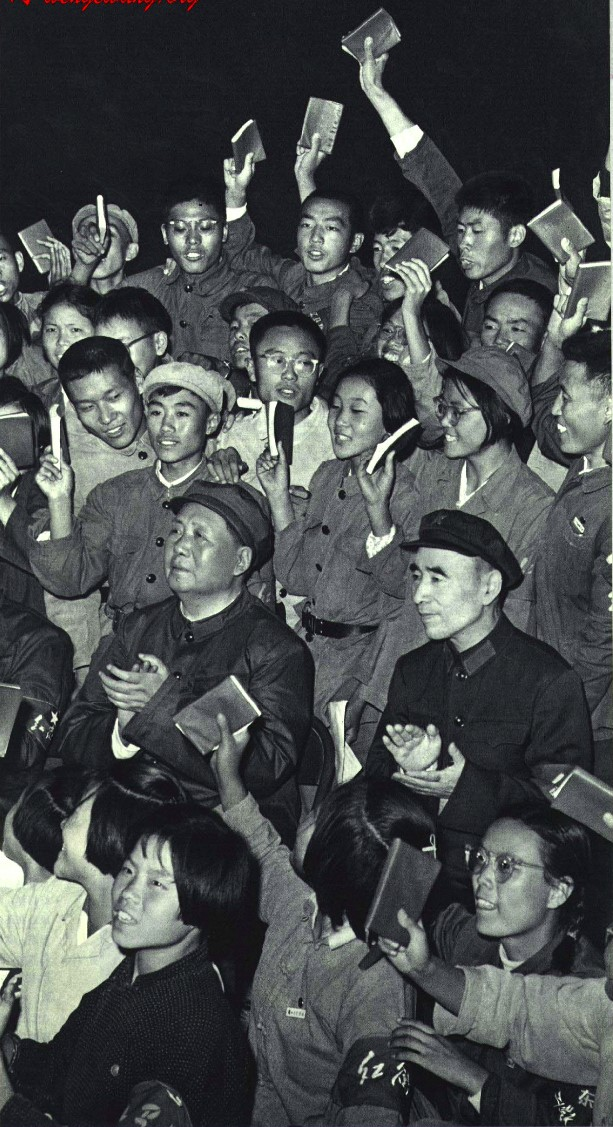
毛泽东、林彪与红卫兵（1966年）

- 2月，“中国杂交水稻之父”袁隆平发表论文《水稻的雄性不孕性》，成为中国杂交水稻研究的奠基之作。
- 2月，文化革命五人小组提交《二月提纲》，被作为中央文件下发，但随后不久，这个提纲就为毛泽东所否定和批判。
- 3月8日，邢台市发生7.2级大地震，造成了重大的人员伤亡和财产损失，共计死亡8064人，受伤38451人，倒塌房屋508万余间。
- 5月16日，《五·一六通知》发表、文化大革命开始，撤销了原文化革命五人小组以及《二月提纲》，中国大陆进入文革“十年浩劫”或“十年动乱”。
- 5月28日，中央文化革命小组成立。
- 7月1日，中国人民解放军第二炮兵部队成立。
- 8月16日，时任内蒙古第一书记的乌兰夫遭撤职、迫害，引发此后文革重大冤假错案“内人党事件”，造成数万人死亡，至少数十万人遭牵连。
- 红八月：8月8日，中共八届十一中全会通过《十六条》，刘少奇在会上遭到批判，林彪接替刘少奇成为中共党内第二号人物；8月18日起，毛澤東、林彪等人在北京天安門先後八次接見超1100萬紅衛兵，后者在中国大陆开展大规模“破四旧”，致使大量文物遭损毁，并进行全国大串连，屠杀迫害“黑五类”，成为文革期间红色恐怖的源头；8月24日，知名作家老舍因不堪迫害，于深夜自沉于北京西北的太平湖，享年67岁。红八月期间，北京至少有1700余人被红卫兵打死，数万人被驱逐。
- 8月30日，周恩来起草《一份应予保护的干部名单》。
- 9月3日，知名翻译家傅雷及夫人受红卫兵迫害，在家中自缢而亡。
- 10月，中华人民共和国和加纳断交。
- 10月27日，第一颗装有核弹头的地对地导弹在本国国土上飞行爆炸成功，核弹和导弹“两弹”首次结合试验成功（参见：两弹一星）。
- 11月，广东省阳春县爆发流脑疫情，通过红卫兵的全国大串连蔓延至全国，1966-67年间的流脑大流行共造成16万余人死亡。

- 1967年

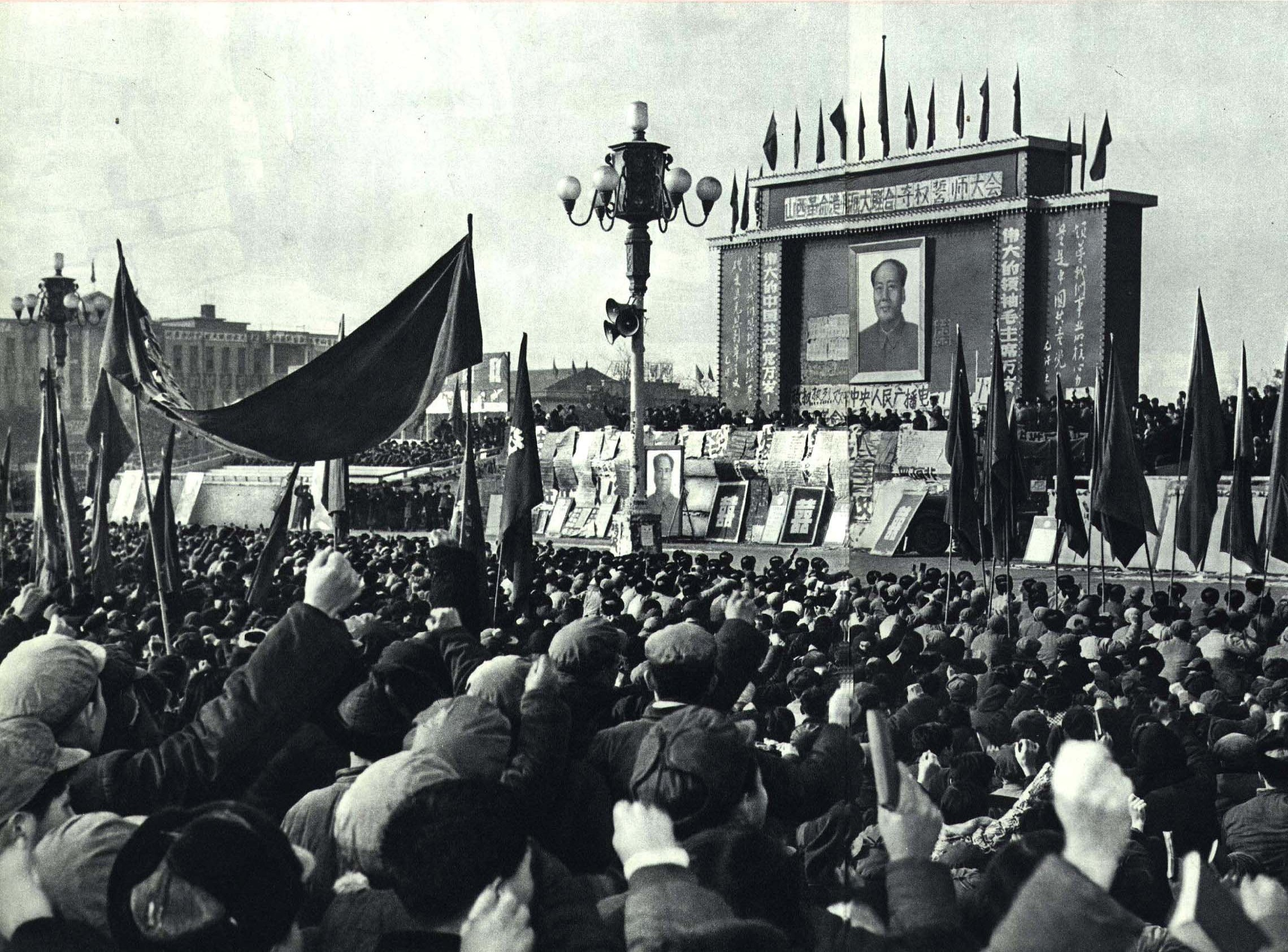
1967年4月，山西革命造反派大联合夺权誓师大会

- 1月，上海爆发“一月风暴”，成为全国大规模夺权运动的开端，此后各地造反派成立“革命委员会”取代党政机关。
- 1月-2月，谭震林、陈毅、叶剑英、李富春、李先念、徐向前、聂荣臻等与江青、陈伯达、康生、姚文元就文化大革命等问题发生争执，即“二月抗争”。
- 2月，“青海二二三事件”造成上百人死亡，上万人受迫害。
- 5月23日，研发抗疟疾药物的“523项目”启动。
- 6月初，文革期间的“重庆大武斗”拉开序幕，造成大量人员伤亡。
- 6月17日 ，中国第一颗氢弹在罗布泊成功爆炸（参见：两弹一星）。
- 6月下旬，中国驻缅甸人员不顾缅甸政府的劝阻，强行向华侨和缅甸国民散发《毛主席语录》和毛主席像章，引起缅方的不满和干涉，发生中国驻缅甸使馆遇袭事件、午门抗缅大会等事件，双发爆发大规模冲突、造成人员伤亡，两国濒临断交。
- 7月初，文革期间四川省“泸州武斗”爆发，造成数千人死亡。
- 7月20日，武汉发生七·二〇事件，江青随即提出“文攻武卫”，此后大规模武斗爆发，有观点认为中国大陆进入“全面内战”状态。
- 8月7日，时任国务院副总理、公安部部长谢富治发表讲话，明确提出“砸烂公检法”的主张。
- 8月9日，北京发生红卫兵“焚毁蒙古驻华大使专车事件”。
- 8月，广东省发生“广州吊劳改犯事件”，上百人死亡。
- 8月22日，北京红卫兵火烧英国代办处，殴打英国驻华代办柯利达，引发国际争端，是中华人民共和国建国以来最严重的涉外事件之一。
- 8月26日，广东省文革期间发生“反彭湃烈士事件”，造成上百人丧生。
- 8月底，宁夏“青铜峡事件”造成上百人死亡。
- 8月-10月，湖南省文革期间爆发“道县大屠杀”，9000余人丧生。
- 9月6日，中国与坦桑尼亚、赞比亚签署协定，支援两国修建坦赞铁路。
- 9月起，广东省文革期间爆发“阳江大屠杀”，数千人死亡。
- 10月，中华人民共和国与印度自1962年后爆发第二次边境冲突，中方从锡金撤离。
- 10月17日，清朝最后一位皇帝爱新觉罗·溥仪因尿毒症抢救无效在北京逝世，享年61岁。
- 10月27日，中华人民共和国与印度尼西亚断交并从印尼撤侨（参见：九·三〇事件）。

- 1968年

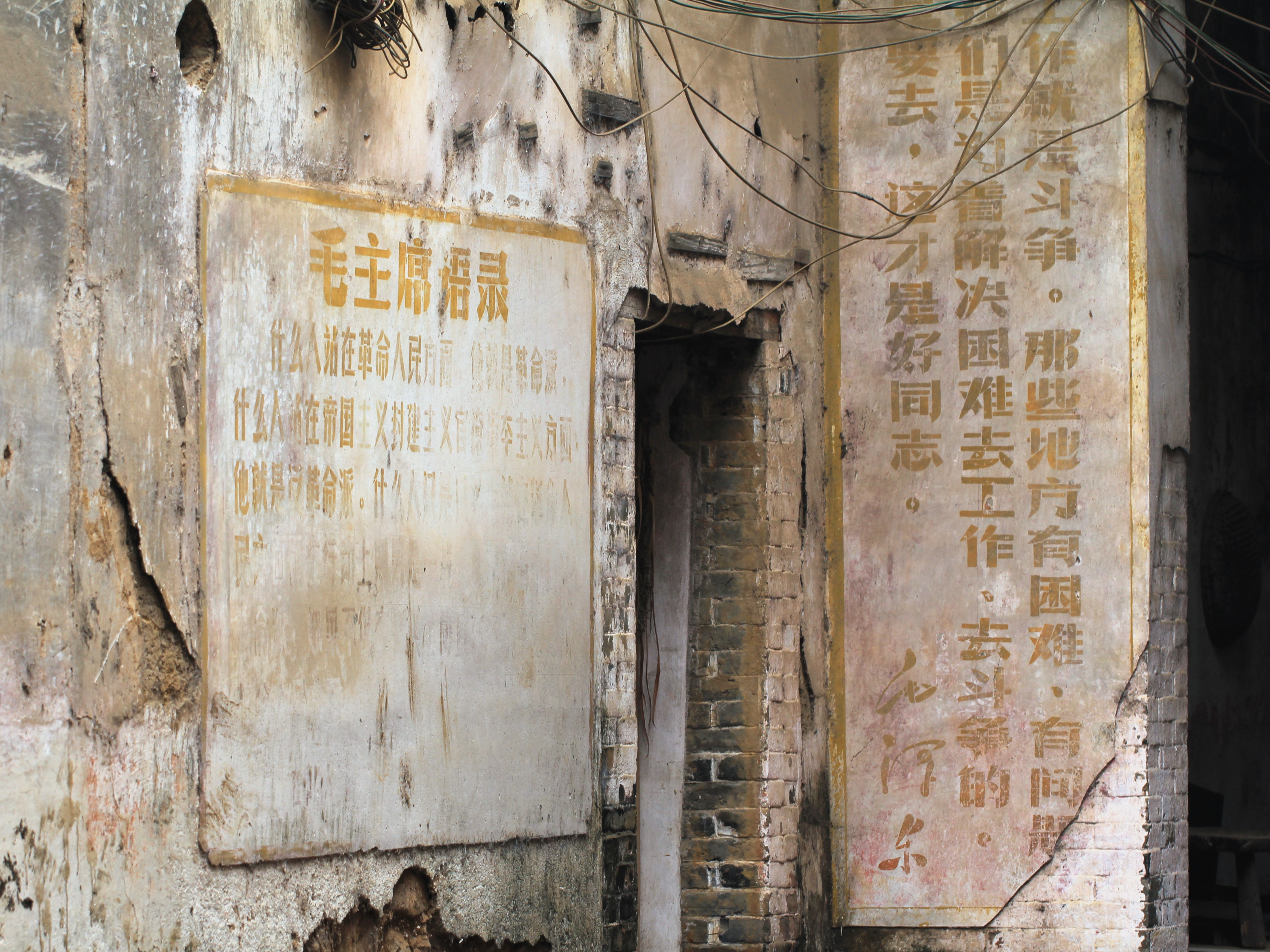
文革期间最严重的屠杀事件广西大屠杀于1968年到达高峰，其中武宣县（图示街景）等地爆发大规模人吃人事件。

- 1月，文革期间的重大冤假错案“赵健民云南特务案”爆发，138万7千余人受到牵连，大屠杀导致1万7千余人死亡，另有6万1千多人致残。
- 1月，中华人民共和国和苏联在边境地区发生冲突，史称“七里沁岛事件”，造成人员伤亡。
- 4月，时任广州军区司令员黄永胜内定广西“4·22”阵营为反动组织、开始镇压，广西文革屠杀到达高峰，文革后官方统计显示广西屠杀共造成10万-15万人死亡，期间不少地区还发生了大规模人吃人事件。
- 4月23日，北京“清华大学百日大武斗”拉开序幕，成为北京最为严重的武斗事件。
- 5月，毛泽东批准文革“清理阶级队伍”运动展开，据估计约三千万人遭批斗、50万人死亡。
- 6月8日，“两弹一星”元勋姚桐斌在文革期间被造反派殴打致死。
- 7月，“香港流感”爆发，是1957-58年亚洲流感的变种，再度造成全球100万-400万人死亡，成为历史上致死人数最多的大瘟疫之一。
- 7月27日，中共中央、国务院、中央军委、中央文革小组发出通知，对教育部实行军事管制，成立军事管事领导小组，意图停止高校武斗，但遭到一些红卫兵组织的拒绝，即“七·二七事件”。28日，毛泽东等中共高层召见并严厉批评了北京红卫兵造反派“五大领袖”，此后毛泽东思想宣传队开始进驻各学校和机关团体，红卫兵运动则逐渐退出文革舞台。
- 7月-9月，湖南文革期间发生“邵阳县大屠杀”，近千人死亡。
- 8月5日，毛泽东将来访的巴基斯坦外交部长赠送的一篮芒果转送给了进驻清华大学的工宣队，引发了此后全国性的“芒果崇拜”。
- 8月，海南（文革期间隶属广东省）爆发“儋县大屠杀”，700余人死亡。
- 9月-10月，江西省文革期间爆发“瑞金大屠杀”，上千人死亡。
- 9月30日，南京长江大桥建成、铁路桥率先通车，公路桥于12月29日开通。
- 10月13日-31日，中共八届十二中全会召开，时任国家主席刘少奇被“撤销其党内外一切职务和永久开除出中国共产党”。
- 10月26日，“两弹一星”元勋赵九章遭文革迫害，自杀身亡。
- 12月5日，“两弹一星”元勋郭永怀在空难中丧生。
- 12月10日 ，中华人民共和国国歌《義勇軍進行曲》的作词人田漢在文革中被迫害致死。
- 12月22日，根据毛泽东的指示，大规模“上山下乡运动”展开，共约1600多万青年人赴乡下劳动，红卫兵的政治组织逐渐解散。
- 12月28日，知名学者翦伯赞及夫人受迫害，自杀身亡。

- 1969年

文革期间，时任国家主席刘少奇遭迫害，于1969年11月身亡。

- 1月7日，中国核工业总公司第四零四厂发生核泄漏事故。
- 3月，“尼木事件”爆发，西藏尼木地区发生武装暴动，波及多个地区，解放军出兵镇压。
- 3月，中华人民共和国和苏联在珍宝岛爆发激烈武装冲突，即珍寶島事件，继古巴导弹危机之后，冷战期间又一次爆发全面核战争的重大危机（参见：中苏交恶、中苏边界冲突）。
- 4月1日-24日，中国共产党第九次全国代表大会在北京召开，毛泽东在4月28日召开的中共九届一中全会上连任中共中央主席，其他当选的中共中央政治局常委包括林彪、陈伯达、周恩来、康生，其中林彪被寫入《中國共產黨章程》正式成為毛澤東的接班人（参见：中国共产党第九届中央委员会）。同苏联备战也是会议的重要议题，毛泽东提出“深挖洞、广积粮、不称霸”的备战口号，此后全国各大中城市数以亿计的人开展了挖防空洞活动，几乎影响了中国大陆整个1970年代。
- 6月9日，十大元帥之一的賀龍在文革期间被迫害至死（1974年获得平反）。
- 7月，长江大洪水，湖北、安徽共死亡1603人，71万间房屋倒塌。
- 7月22-29日，超强台风维奥娜造成1554人死亡，中国大陆又称“七二八风灾”或“牛田洋风灾”。
- 8月23日，中华人民共和国和苏联在新疆的铁列克提发生大规模武装冲突，即“铁列克提事件”，中方的主阵地人员几乎全部阵亡，共28人、包括3名记者。
- 9月11日，苏联部长会议主席柯西金在参加越南劳动党主席胡志明葬礼途中过境中国北京，与时任中国国务院总理周恩来会谈，双方关系略有缓和，但危机依旧。
- 9月23日，中国成功进行首次地下核试验，六天之后的9月29日，又爆炸了一枚当量达300万吨级的氢弹。
- 10月1日，中国第一条城市地铁线路——北京地铁一期工程正式建成通车。
- 10月11日，前北京市副市长、知名学者吴晗受迫害在狱中去世，他因编写《海瑞罢官》一剧而在文革期间受迫害。
- 10月14日，为应对可能的苏联核打击，中共中央紧急疏散在京党和国家领导人：中央政治局会议决定，为了防范苏联利用谈判之机进行军事袭击，立即开始加强战备，要求10月20日以前在京的老同志全部战备疏散（直至1971年九一三事件后才返回北京），其中毛泽东前往武汉（直至1970年4月），林彪前往苏州，周恩来留京主持全面工作，中共中央、中央军委、国务院核心机构迁往北京西山地下防核地堡指挥部，维持日常运转。
- 10月17日-18日，《林副主席第一个号令》发布，林彪下令解放军全军进入紧急战备状态，抓紧武器生产，指挥班子进入战时指挥位置，94万部队、4千架战机、600部军车从基地散出，并将大量档案从北京转移至西南地区。
- 10月20日，由于时任美国总统理查德·尼克松的干预等因素，苏联叫停了中国的军事行动，中苏两国外交部副部长级的边界谈判正式举行，但未取得任何实质性进展，此后中苏双方展开了多年的谈判，被称为“马拉松式谈判”。
- 11月12日，前中华人民共和国国家主席刘少奇被迫害至死（1980年2月中共十一屆五中全會被平反、恢復“黨和國家領導人”的名譽）。
- 11月15日，马来亚革命之声广播电台在湖南益阳设立。

- 1970年

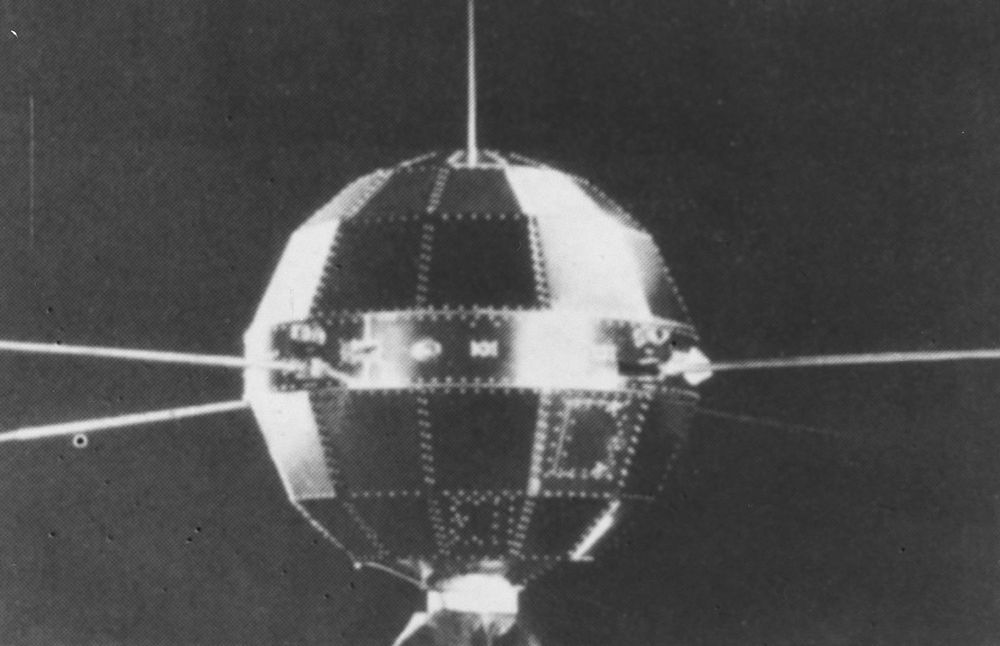
“东方红一号”人造卫星顺利发射升空。

- 1月，毛泽东批准文革“一打三反运动”展开，据部分披露档案和学者研究，约200万人遭到迫害、10万-20万人非正常死亡。
- 1月5日，云南省通海县发生7.5级大地震，1.5万余人死亡，超3.2万人受伤。
- 3月27日，中共中央发出《关于清查“五一六”反革命阴谋集团的通知》，清查“五·一六反革命集团”运动大规模展开，数以百万计的人遭到残酷迫害。
- 4月24日，中国第一颗人造地球卫星“东方红一号”成功发射（参见：两弹一星）。
- 8月23日-9月6日，中共九届二中全会在江西庐山召开，会上就国家主席职务存废等问题，林彪与江青等人发生激烈冲突。
- 10月，中华人民共和国与加拿大建交。
- 11月，中华人民共和国与意大利建交。
- 11月10日-15日，巴基斯坦总统叶海亚·汗访问中国，向周恩来转达了时任美国总统理查德·尼克松的口信。
- 12月22日，华北会议在北京召开，会议决定改组北京军区，免去郑维山“北京军区司令员”一职以及李雪峰“政治委员”一职，由谢富治兼任北京军区司令员，纪登奎、吴德兼任政治委员。

- 1971年

《联合国大会第2758号决议》各成员国投票情况

- 4月，中美展开“乒乓外交”，中美关系逐渐转暖。
- 4月-7月，全国教育工作会议召开，提出“两个估计”，全国大学开始通过推荐的方式大规模招收工农兵学员。
- 7月9日，时任美国总统国家安全事务助理基辛格秘密访华。
- 8月15日至9月12日，毛泽东南巡，于9月12日秘密提前返回北京。
- 9月13日，十大元帥之一、中共二號人物林彪與妻子葉群等九人外逃蘇聯，在蒙古人民共和国墜機身亡，即九一三事件； 林彪墜機後毛澤東身心大受打擊，毛澤東的接班人亦由林彪改為四人幫中的王洪文。
- 10月25日，联合国大会第26届会议上，通过《联合国大会2758号决议》，中华人民共和国取代中华民国成为联合国五大常任理事国之一。
- 12月，开始发掘长沙马王堆汉墓。

- 1972年

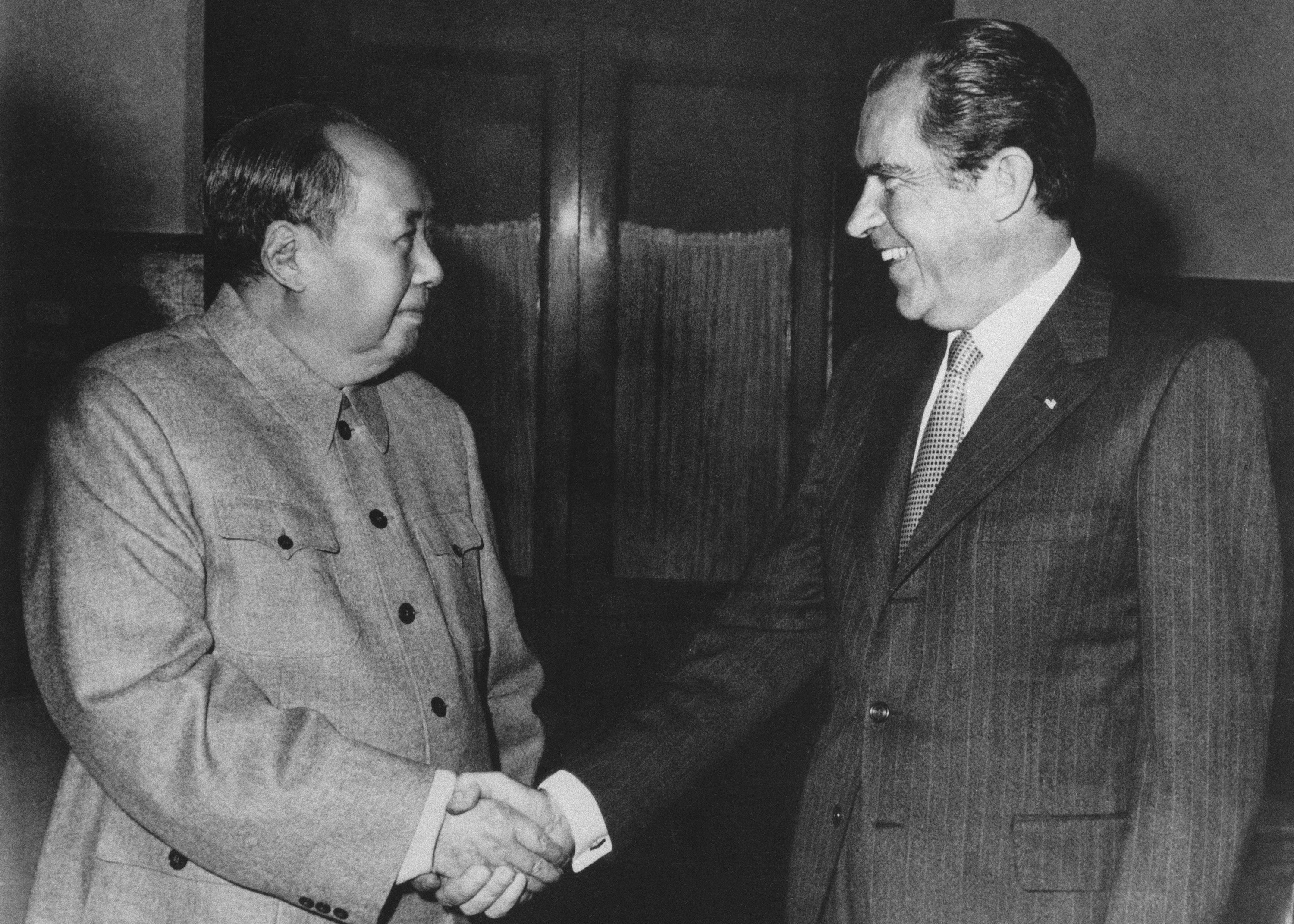
1972年2月，时任美国总统尼克松访华，与毛泽东会面。

- 1月6日 ，十大元帥之一的陳毅去世，其在文革期间遭到迫害。
- 2月21日 ，时任美国总统理查德·尼克松正式访问中国大陆，28日，中华人民共和国与美国共同发表《上海公报》（参见：熊猫外交）。
- 3月，中华人民共和国与英国建交。
- 4月10日，山东临沂银雀山汉墓出土了《孙子兵法》、《孙膑兵法》等大批先秦著作。
- 9月25日，日本首相田中角荣和外相大平正芳访问中国， 29日中华人民共和国与日本建交，两国关系恢复正常化。
- 10月，中华人民共和国与联邦德国建交。
- 10月，北京发生王府井“围攻外宾事件”。
- 11月，台风柏美娜在广东省西部湛江地区登陆，造成至少480人死亡、上千人受伤。
- 12月10日，原中国国务院副总理邓子恢逝世，文革期间遭迫害（1981年获平反）。
- 12月21日，中华人民共和国与澳大利亚建交。

- 1973年

- 1月2日，国家计委向国务院提交《关于增加设备进口、扩大经济交流的请示报告》，正式提出“四三方案”。
- 2月6日，四川炉霍县发生7.9级大地震，死亡2175人，受伤2756人。
- 3月10日，邓小平恢复国务院副总理职务，第二次复出政坛，并开始出现在众多外交场合。
- 3月，中华人民共和国与西班牙建交。
- 4月，《中国科学》杂志发表数学家陈景润关于“哥德巴赫猜想”的论文《大偶数表为一个素数及一个不超过两个素数的乘积之和》。
- 5月8日，中国驻希腊王国大使周伯萍误入以色列驻希腊外交代表处，造成外交事故，即雅典事件。
- 8月24日-28日，中國共產黨第十次全國代表大會在北京召開，林彪、叶群、黄永胜等人被开除党籍，毛泽东在8月30日召开的中共十届一中全会上连任中共中央主席，其他当选的中共中央政治局常委包括王洪文、叶剑英、朱德、李德生、张春桥、周恩来、康生、董必武（参见：中国共产党第十届中央委员会）。
- 8月26日，中国第一台每秒钟运算一百万次的集成电路电子计算机试制成功。
- 12月，第一次全国计划生育汇报会上，提出了“晚、稀、少”的计划生育政策。

- 1974年

- 1月2日，姚文元在上海严厉批判《中国画》画册，这被认为是 “黑画”事件的正式开端。
- 1月19日-20日，解放军与越南共和国军爆发西沙海战。
- 1月18日-6月，文革“批林批孔運動 ”開始，批判林彪及孔子。
- 3月29日，陕西临潼县村民在打井过程中发现碎片，意外发现秦始皇兵马俑。
- 4月6日-19日，邓小平率中国代表团出席联合国大会第六届特别会议。
- 5月11日，云南昭通地区发生“大关地震”，据估计造成1,641人至20,000人死亡。
- 8月1日，中国首艘第一代攻击型核潜艇09I型核潜艇服役。
- 11月29日，前國防部長 、十大元帥之一彭德懷因癌症抢救无效离世，此前彭德怀在文革期间受到批斗和迫害，直至1978年12月获得平反，恢复作为党和国家领导人的一切名誉。

- 1975年

河南“75·8”水库溃坝，据各方数据有2.6万至24万人死亡。

- 1月5日，中共中央发出一号文件，任命邓小平为中共中央副主席，兼中国人民解放军总参谋长。
- 1月13日-17日，第四屆全國人民代表大會第一次會議在北京召開，四人幫未能实现組閣，邓小平出任中华人民共和国国务院副总理，开启了对文革的“全面整顿”。会议还通过了中华人民共和国第二部宪法《中华人民共和国宪法》、史称《七五宪法》。
- 2月4日，辽宁省海城发生大地震，造成1328人死亡。
- 5月，毛泽东在北京接见柬埔寨红色高棉领导人波尔布特等，并为红色高棉政权提供了大量援助，后者在柬埔寨进行了“红色高棉大屠杀”。
- 7月1日，陶其敏等人按照美国科学家莫里斯·希勒曼的人血灭活乙肝疫苗思路，研制出了中国第一代血源性乙肝疫苗，被称为“7571疫苗”；1970年代起，中国大陆乙肝出现大爆发，此后1.2亿人成为乙肝病毒（HBV）携带者，占当时全球HBV携带者的三分之一。
- 7月，云南沙甸地区发生大规模回族起义事件，后遭到解放军屠杀镇压，约1600人死亡。
- 8月，广东省发生“八四海难”，造成400余人死亡。
- 8月，台风尼娜为河南等地带来暴雨，最终引致河南“75·8”水库溃坝，驻马店地区板桥、石漫滩两座大型水库，以及约60座中小型水库同时垮坝溃决，造成约30个县市、1700多万亩农田被淹，1000多万人受灾，据不同估计有超2.6万人至24万人死亡，2005年该事件被美国《探索频道》评为世界历史上最重大的人为技术灾难第一名。
- 11月24日，“第一次打招呼会”召开，持续约9个月的文革全面整顿至此中断，会后“反击右倾翻案风”运动展开。
- 11月26日，中国第一颗返回式卫星“尖兵一号”发射成功，并于3天后按预定计划返回地面，中国成为继苏联、美国之后世界上第三个掌握从轨道上回收卫星技术的国家。
- 12月1日-5日，时任美国总统杰拉尔德·福特访华，在北京与毛泽东、邓小平等人会面。

- 1976年

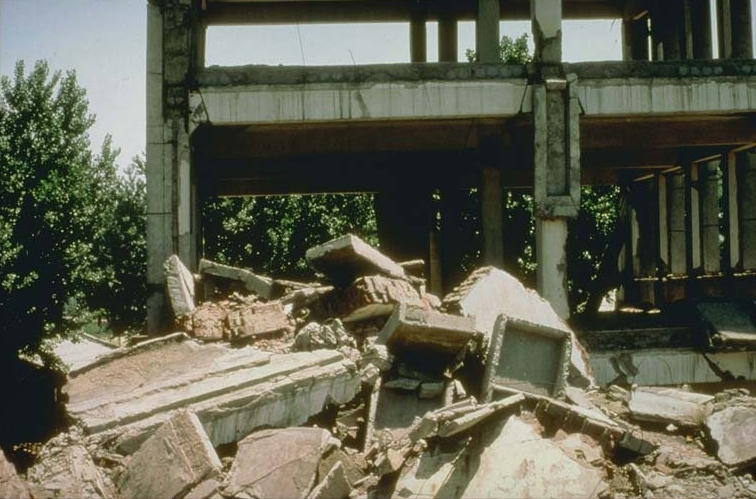
1976年唐山大地震

- 1月8日，国务院总理、全国政协主席周恩来逝世，随后由华国锋出任代总理及总理。
- 2月25日-3月3日，“第二次打招呼会议”召开，随后“批邓、反击右倾翻案风”全面展开。
- 3月8日，吉林省出现陨石雨。
- 3月28日，江苏发生反对文化大革命的“南京事件”。
- 4月4日-5日，清明节期间北京爆发“四五天安门事件”，7日邓小平再次被撤销党内外一切职务（1978年11月该事件获得平反）。
- 7月6日，中华人民共和国元帅之首、全国人大常委会委员长朱德去世。
- 7月28日，河北省发生唐山大地震，据估计共造成24万-65万人死亡，另有16万余人重伤。
- 9月9日，中共中央主席、中共中央军委主席毛泽东逝世。

## 过渡时期（1976年-1978年）
- 1976年

- 10月6日，懷仁堂事變，華國鋒、叶剑英、汪东兴等人下令拘捕四人幫（江青、王洪文、張春橋、姚文元），文化大革命结束。
- 10月7日 ，中共中央第一副主席、国务院总理华国锋出任中共中央主席、中共中央军委主席，正式成为中国最高领导人 。

- 1977年

- 2月18日，新疆霍城县伊犁农垦局六十一团场礼堂发生特大火灾，导致694人死亡、161人烧残。
- 5月，中国北方爆发“H1N1”流感疫情，此后全球出现“俄国流感”大流行，据估计造成70万人死亡，普遍认为此次病毒来源于苏联或中国的实验室泄露事故或疫苗接种事故。
- 7月16日-21日，中共十届三中全会召开，邓小平恢复中共中央副主席、国务院副总理、中共中央军委副主席等职务，第三次复出政坛。
- 8月12日-18日，中国共产党第十一次全国代表大会在北京召开，华国锋在8月19日召开的中共十一届一中全会上连任中共中央主席，其他当选的中共中央政治局常委包括叶剑英、邓小平、李先念、汪东兴（参见：中国共产党第十一届中央委员会）。
- 8月-9月，南斯拉夫总统、南斯拉夫共产主义者联盟主席铁托访问中国。
- 9月19日，邓小平在与教育部负责人谈话时，首次提出“拨乱反正 ”、并要求恢复高考，此后数年间，邓小平、胡耀邦等人主持了全国三百多万件冤假错案的平反。
- 12月10日，文革后举行第一次普通高等学校招生全国统一考试（高考恢复）。

- 1978年

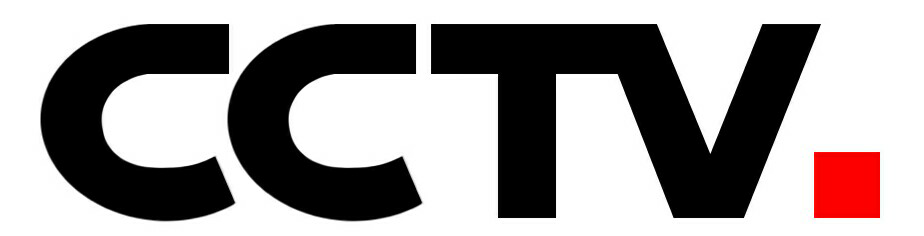
中国中央电视台

- 1月1日，《新闻联播》于北京电视台首次播出，而北京电视台于5月1日正式更名为中国中央电视台（CCTV）。
- 2月26日-3月5日，第五届全国人民代表大会第一次会议在北京召开，未设立国家主席，华国锋当选中华人民共和国国务院总理。会议通过了中华人民共和国第三部宪法《中华人民共和国宪法》，史称《七八宪法》。
- 3月18日-31日，全国科学大会在北京人民大会堂召开，邓小平提出“知识分子是工人阶级的一部分”、“科学技术是生产力”等观点，为知识分子平反，郭沫若在闭幕式上发表《科学的春天》的著名讲话。
- 5月10日起，《光明日报》、《人民日报》等报刊转载了《实践是检验真理的唯一标准》一文章，开启了一场社会各阶层参与的真理标准大讨论，反对华国锋等人所坚持的“两个凡是”，造就了全社会的一次思想大解放，成为此后中国大陆“新启蒙运动”的起点。
- 8月12日，中国和日本签订《中日和平友好条约》。
- 9月8日，世界上第一只人工授精繁殖的大熊猫在北京动物园诞生。
- 9月-10月，邓小平先后访问朝鲜、日本。
- 11月，“三北防护林工程”启动。

## 邓小平时代（1978年-1989年）
- 1978年

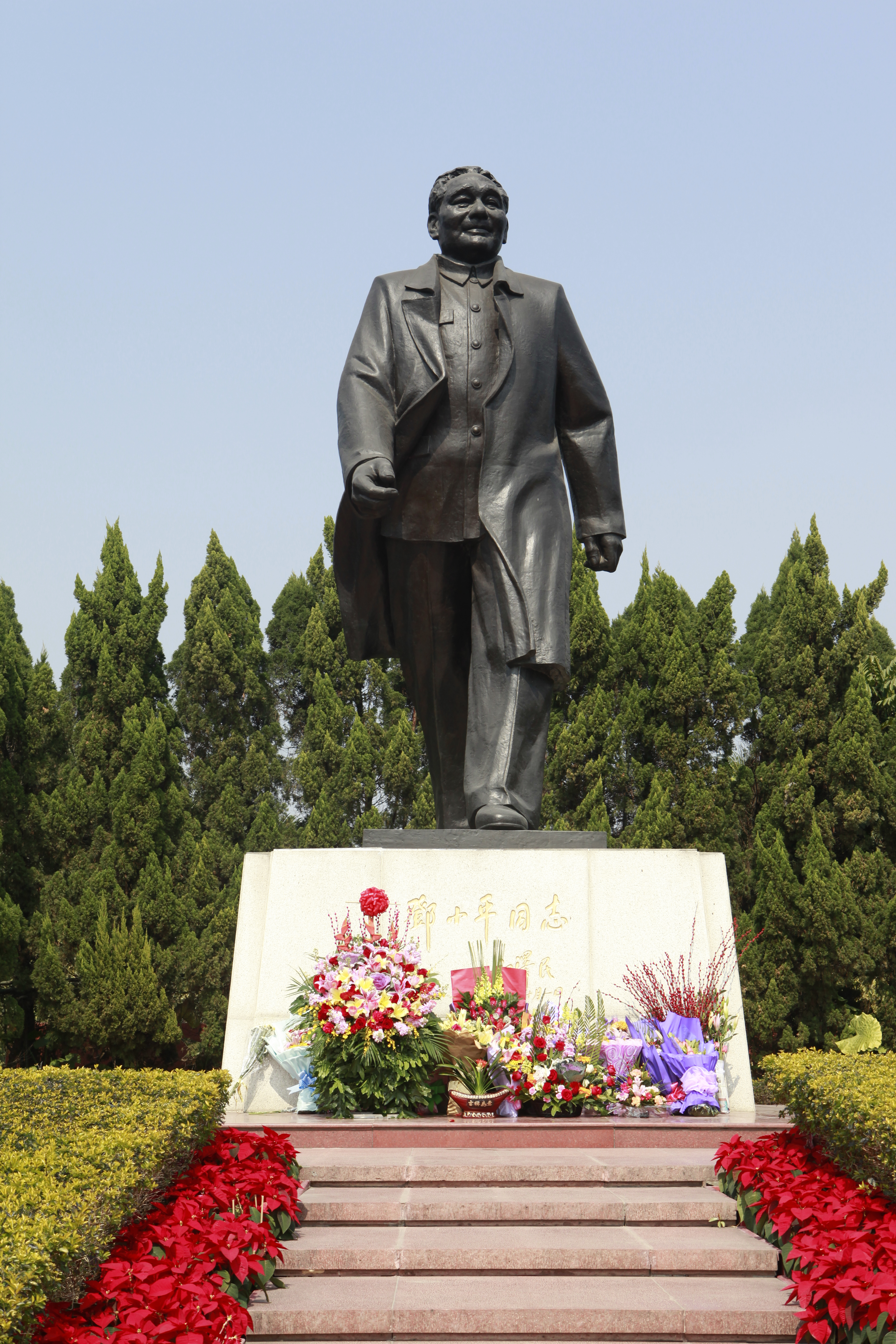
被称为“改革开放总设计师”的邓小平是拨乱反正、改革开放中的核心人物（图为位于经济特区深圳的莲花山顶的邓小平像）。

- 11月10日-12月15日，中央工作会议在北京京西宾馆举行，会上华国锋受到批判并失去最高权力，12月13日邓小平作了题为《解放思想，实事求是，团结一致向前看》的讲话。
- 11月12日，邓小平访问新加坡，与时任新加坡总理李光耀会面，讨论了中南半岛局势和海外华人的问题，同意停止对外输出革命。
- 11月15日，北京西单民主墙上开始出现已被查禁的《中国青年》，出现要民主、言论自由、反专制等呼声，此后西单民主墙运动引发了短暂的“北京之春”民主运动。
- 11月24日，安徽省凤阳县小岗村的18位农民签下“生死状”，开启了“家庭联产承包责任制”的先河。
- 12月5日，异议人士魏京生在西单民主墙上张贴文章《第五个现代化》。
- 12月16日，中华人民共和国与美利坚合众国同时发表《中美建交公报》。
- 12月18日-12月22日， 中国共产党十一届三中全会召开，邓小平成为实际上的中国最高领导人，“改革开放”正式拉开序幕。

- 1979年

- 1月1日，中华人民共和国与美利坚合众国正式建立外交关系，
- 1月1日，全国人大常委会发表《告台湾同胞书》，并停止炮击金门（参见：金门炮战）。
- 1月11日，中共中央作出《关于地主、富农分子摘帽问题和地、富子女成分问题的决定》，此后数年内，数以千万计的“四类分子”成员及家属获得平反或“摘帽”。
- 1月29日-2月5日，邓小平访问美国，与时任美国总统吉米·卡特会面，此后美国通过《与台湾关系法》。
- 2月，为期一个月的中越战争爆发，此前越南入侵柬埔寨、推翻亲中的红色高棉政权，结束红色高棉大屠杀。
- 3月，西单民主墙遭到取缔，邓小平在理论工作务虚会上首次提出“四项基本原则”。
- 4月，全国人大常委会决定不延长《中苏友好同盟互助条约》，该条约于1980年4月11日期满。
- 5月16日，林毅夫叛逃至中国大陆。
- 6月，中华人民共和国计划生育开始逐渐推行“一孩政策”。
- 7月，《中华人民共和国刑事诉讼法》、《中华人民共和国刑法》公布，于次年1月1日正式生效。
- 9月，东江支流西枝江的百年一遇大洪水，造成151人死亡。
- 11月，渤海二号事件造成72人丧生，成为中华人民共和国石油工业史上最重大的责任事故。
- 11月，国际奥林匹克委员会恢复了中华人民共和国的席位。

- 1980年

- 4月，中华人民共和国取代中华民国开始行使国际货币基金组织的中国代表权，并加入世界银行。
- 5月，中共中央和国务院决定在广东的深圳、珠海、汕头和福建的厦门，划出区域试办经济特区。
- 8月18日，邓小平在中共中央政治局扩大会议上作了《党和国家领导制度改革》的讲话（俗称“8.18讲话”），呼吁进行政治体制改革，提出废除干部领导职务终身制，并向全国人民代表大会提出全面修宪建议。
- 8月26日，深圳经济特区正式成立。
- 9月10日，華國鋒辭去國務院總理職務，由趙紫陽接任。

- 1981年

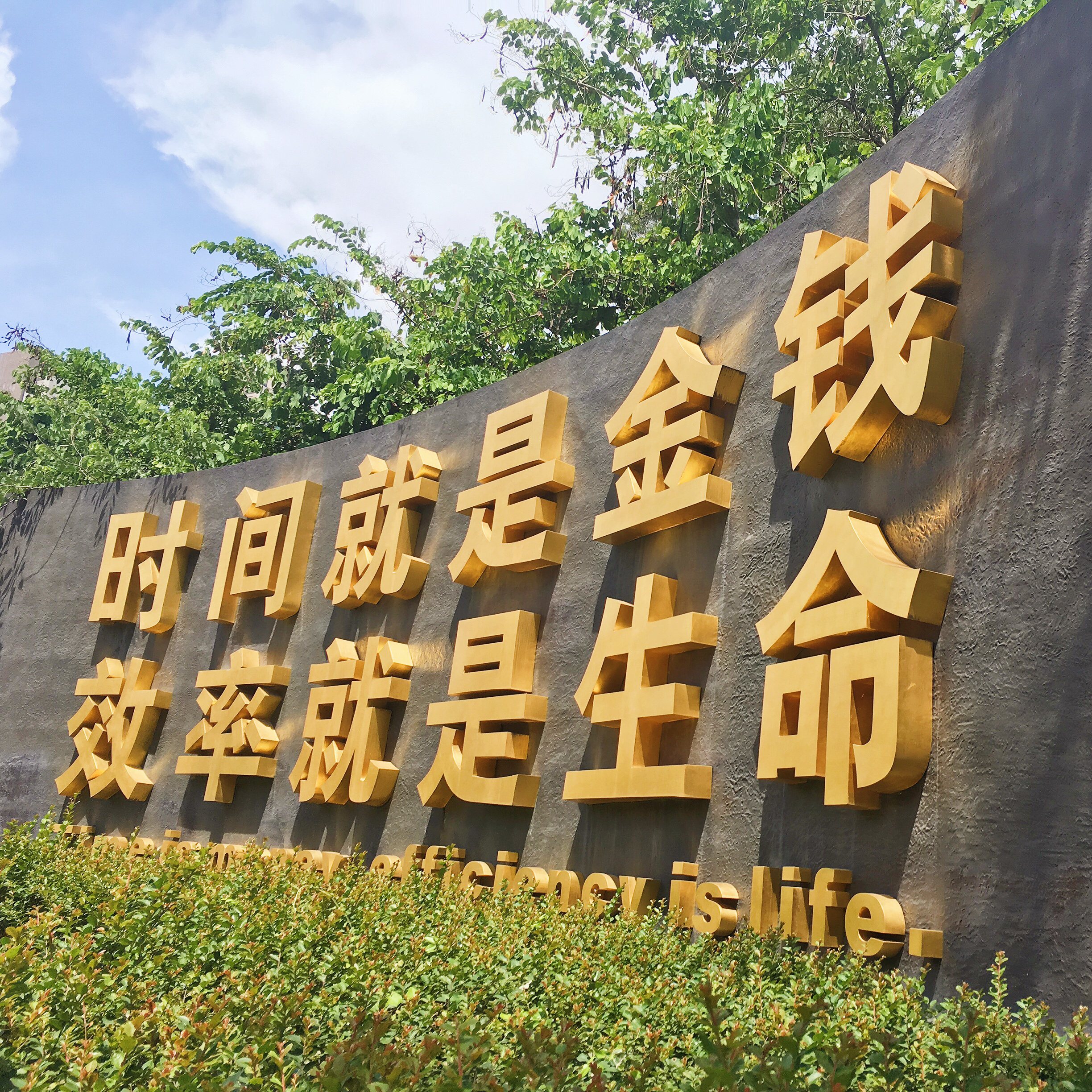
位于经济特区深圳市蛇口工业区时间广场上的标语

- 1月24日，四川省道孚县发生6.8级地震，共计造成约150人死亡，还有约300人受伤，对震中附近造成极大破坏。
- 1月25日，林彪、江青反革命集团案宣判，江青被判处死缓。
- 3月，深圳蛇口工业区建设总指挥袁庚提出“时间就是金钱，效率就是生命”的口号，被誉为改革开放中“冲破思想禁锢的第一声春雷”。
- 5月29日，孫中山第二任妻子、中华人民共和国名誉主席宋庆龄逝世。
- 6月27日，中共十一届六中全会通过《关于建国以来党的若干历史问题的决议》，全面否定文化大革命，华国锋辞去中共中央主席一职、由胡耀邦接任，并辞去中共中央军委主席一职、由邓小平接任。
- 7月，四川特大洪水，导致888人死亡。
- 8月，超强台风8108号在浙江乐清一带登陆，导致1283人死亡。
- 8月-11月，内蒙古学生运动。
- 9月14日，解放军在河北省张家口举行华北大演习，成为中华人民共和国成立以来解放军规模最大的一次军事演习。
- 10月1日，全国人大委员长叶剑英通过新华社发表《有关和平统一台湾的九条方针政策》。
- 1981年，中华人民共和国成为世界卫生组织成员。

- 1982年

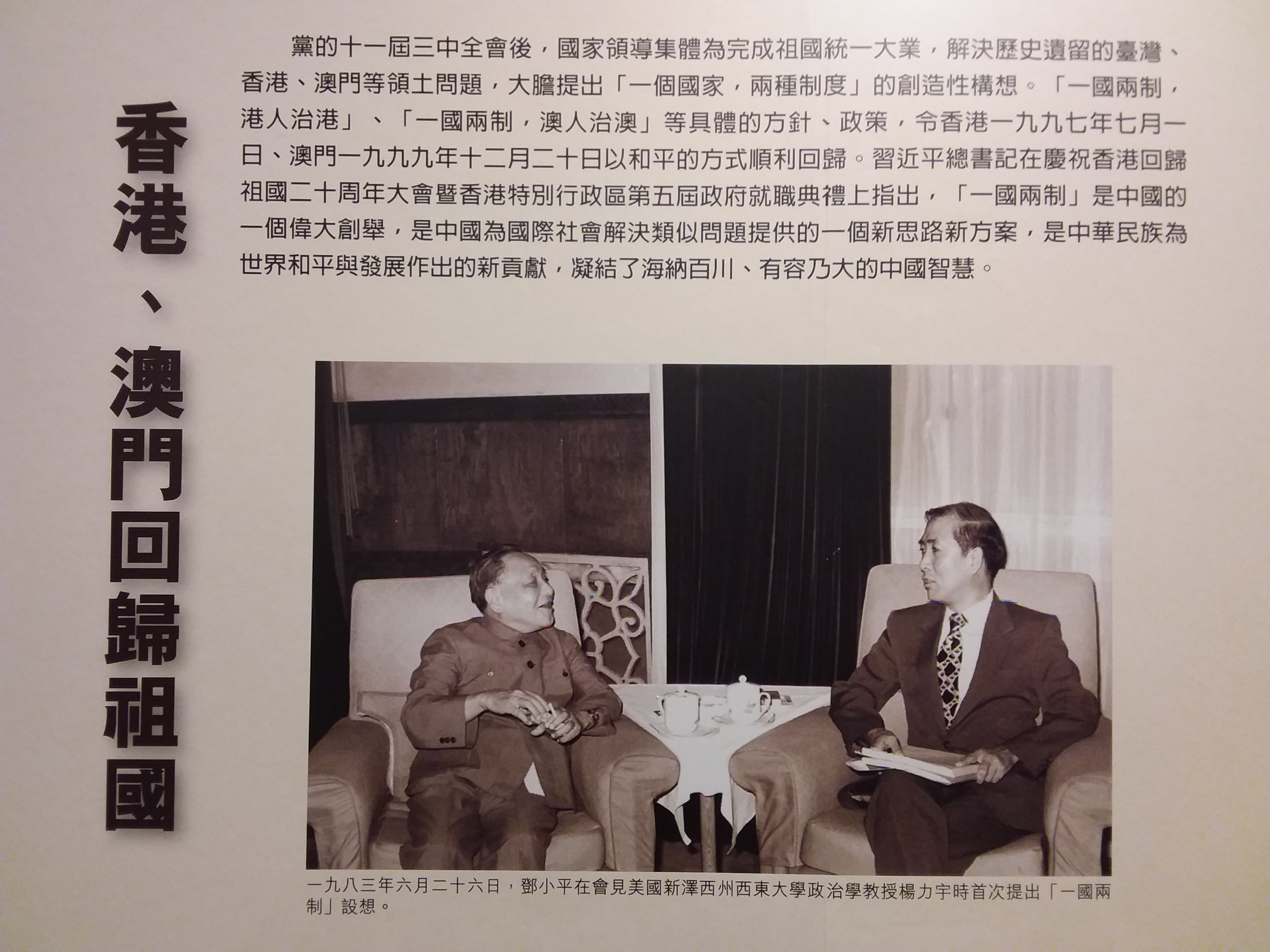
1982年1月，邓小平在接见美国华人协会主席李耀基时，首次正式提出了“一个国家，两种制度”的概念。1983年6月，邓小平在会见美国西东大学教授杨力宇时，又进一步阐述了实现台湾和中国大陆和平统一的“邓六条”。

- 1月10日，邓小平首次正式提出“一个国家，两种制度”的概念，即一国两制。
- 4月26日，“四·二六空难”造成112人死亡。
- 5月，北江大洪水，造成493人死亡。
- 6月19日，中国人民武装警察部队成立，简称中国武警。
- 7月24日，中华人民共和国全国人大副委员长廖承志向时任中华民国总统蒋经国致信。
- 7月，中华人民共和国第三次全国人口普查数据显示中国大陆人口总数突破10亿。
- 8月17日，中华人民共和国与美国签署关于台湾的《八一七公报》。
- 9月1日-11日，中國共產黨第十二次全國代表大會在北京召開，不再设党主席和副主席，胡耀邦在9月12日召开的中共十二届一中全会上当选中共中央总书记，其他当选的中共中央政治局常委包括邓小平、赵紫阳、李先念、陈云（参见：中国共产党第十二届中央委员会）。
- 9月，英国首相撒切尔夫人访问中国，与邓小平、中国国务院总理赵紫阳等人会面。
- 12月4日，第五届全国人民代表大会第五次会议审议通过《中华人民共和国宪法》、史称《八二宪法》，恢复设立国家主席、副主席；此外，撤销1978年3月5日全国人民代表大会通过的《义勇军进行曲》新词（文革期间国歌作词者田汉被打到、迫害致死，国歌的歌词被禁，只能由乐队演奏旋律），恢复田汉作词、聂耳作曲的《义勇军进行曲》为中华人民共和国国歌。
- 12月24日，中国民航2311号班机空难造成25人死亡、37人受伤。

- 1983年

- 5月5日，一架从沈阳飞往上海的飞机被武装分子劫持到了韩国。
- 6月6日-21日，在第六届全国人民代表大会第一次会议上，李先念当选中华人民共和国主席，赵紫阳当选中华人民共和国国务院总理。
- 6月26日，邓小平提出关于解决台湾问题的“邓六条”。
- 7月31日，陕西安康发生特大洪灾，870人丧生，经济损失约4.1亿元。
- 8月1日，中国首艘弹道导弹核潜艇09II型核潜艇开始服役。
- 8月25日，中共中央发出《关于严厉打击刑事犯罪活动的决定》，正式开始“1983年严打”，持续了约三年之久。
- 9月17日，国务院决定中国人民银行自1984年1月1日起，专门行使国家中央银行职能，其商业银行业务由同日成立的中国工商银行继承。
- 10月，中共中央和国务院发出《关于实行政社分开建立乡政府的通知》，并开始成立村民委员会作为群众性自治组织，到1984年底，农村人民公社制度实际上不复存在。
- 10月11日-12日，中共召开十二届二中全会，决定开展“清除精神污染”运动。

- 1984年

1984年，邓小平南巡深圳经济特区时的题词（现存于深圳博物馆）

- 1月，时任中国国务院总理赵紫阳对美国进行为期一周的访问，与时任美国总统罗纳德·里根会面。
- 1月，邓小平南巡视察深圳经济特区，以及珠海、厦门、广州等地，肯定了经济特区的发展模式，并为深圳题词：“深圳的发展和经验证明，我们建立经济特区的政策是正确的。”
- 2月5日，开国大将之首粟裕逝世。
- 4月8日，“东方红二号”试验通信卫星发射升空。
- 4月，中华人民共和国与越南之间为期多年的“两山战役”开打。
- 4月26日-5月1日，美国总统罗纳德·里根访问中国北京、西安、上海，与邓小平、李先念等人会面。
- 7月，许海峰在洛杉矶奥运会上获得中国奥运史上首枚金牌。
- 9月，莫干山会议在浙江省德清县莫干山召开，推动了中国经济体制改革的进程。
- 10月，中共十二届三中全会通过《中共中央关于经济体制改革的决定》。
- 10月7日，北京正负电子对撞机破土动工，邓小平等人亲自为工程奠基。
- 10月17日，联想集团于北京创立，原名“中国科学院计算所新技术发展公司”，1989年更名为“北京联想计算机集团公司”。
- 11月18日，中国改革开放后的第一支股票“小飞乐”由上海飞乐音响股份公司公开发行。
- 12月19日，中国国务院总理赵紫阳与英国首相撒切尔夫人签署了关于香港问题的《中英联合声明》。

- 1985年

- 1月18日，中国民航5109号班机空难造成38人死亡。
- 2月，中国南极长城站建成。
- 2月，中兴通讯在深圳成立。
- 3月，“价格双轨制”改革政策开始实行，此后导致“官倒”现象的出现。
- 3月20日，秦川核电站动工建设，是中国大陆建成的第一座核电站。
- 3月21日，3213号鱼雷艇事件中，一艘鱼雷艇叛逃韩国，后被遣返。
- 5月，原中国国家安全部官员俞强声叛逃美国，是中华人民共和国建国以后最严重的一次叛逃事件。
- 5月23日-6月6日，中共中央军事委员会召开扩大会议，中央军委主席邓小平宣布裁军100万，史称“百万大裁军”，并允许军队经商。
- 在时任国务院总理赵紫阳的提议下，全国人民代表大会通过，确定每年“9月10日”为教师节。
- 12月25日，在当时“气功热”的大背景下，经国家经济体制改革委员会批准，中国气功科学研究会成立，国防科工委主任张震寰被选为理事长。

- 1986年

- 中国开始出现较为严重的通货膨胀。

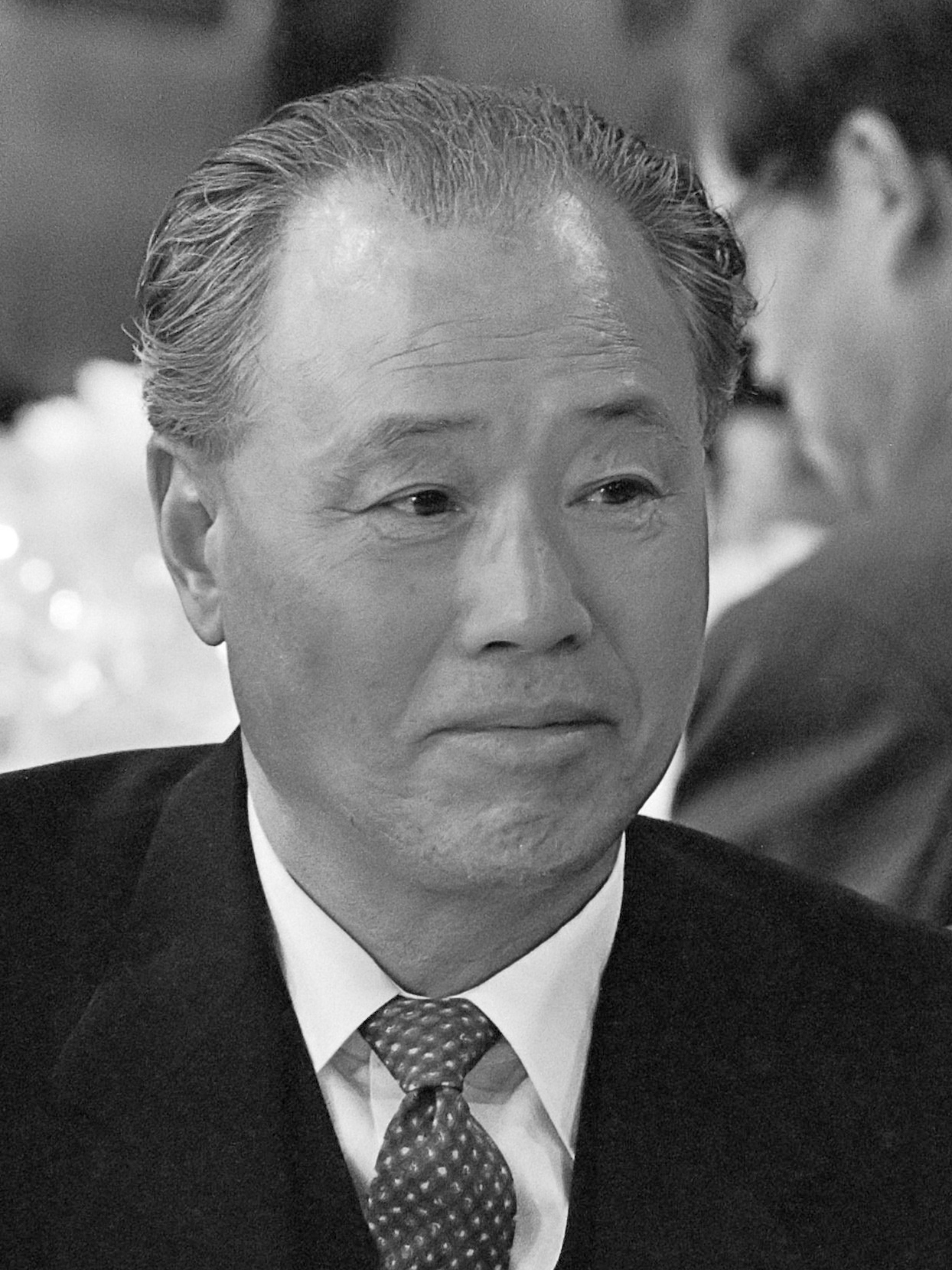
赵紫阳主持了“863计划”以及1980年代后期的中国政治体制改革。

- 3月5日，邓小平亲自批准“863计划”启动，由时任国务院总理赵紫阳负责。
- 4月12日，第六届全国人民代表大会第四次会议通过《中华人民共和国义务教育法》，中华人民共和国九年制义务教育正式启动。
- 5月4日，全国范围开始实行夏时制，至1992年停止。
- 5月26日，在当时“气功热”的大背景下，中国人体科学研究会正式成立。
- 7月，广东东部沿海发生大洪水，造成261人死亡。
- 9月13日，邓小平任命赵紫阳主持政治体制改革，赵紫阳召集“中央政治体制改革研讨小组”。
- 9月28日，中共十二届六中全会召开，会议通过决议，要求开展“反对资产阶级自由化”运动。
- 10月，英国女王伊丽莎白二世访华，与邓小平、李先念等人会面，是历史上英国国家元首第一次访华。
- 10月7日，十大元帥之一、前全国人大常委会副委员长刘伯承去世。
- 10月22日，十大元帥之一、前全国人大常委会委员长叶剑英去世。
- 12月，八六学潮爆发。

- 1987年

- 1月15日，中共中央总书记胡耀邦被迫辞职下台，其职务由时任国务院总理赵紫阳代理。
- 3月，四川成都大熊猫繁育研究基地成立。
- 4月3日，陕西省法门寺地宫被开启，考古出土了佛祖真身指骨舍利以及八重宝函、铜浮屠等数千件唐代稀世文物。
- 4月8日，深圳蛇口成立了中华人民共和国第一家由企业创办的股份制商业银行——招商银行。
- 4月13日，中国国务院总理赵紫阳与葡萄牙總理施華高签署了关于澳门问题的《中葡联合声明》。
- 5月，东北大兴安岭发生特大火灾，造成200余人死亡，是历史上最大规模的火灾之一。
- 8月，深圳大亚湾核电站破土动工，是中国建成的第二座核电站，也是中国首座使用国外技术和资金建设的核电站。
- 9月，华为公司在深圳南山区成立。
- 9月，深圳率先试行土地使用有偿出让，出让了一块5千多平方米的土地使用权、限期50年，揭开了国有土地使用制度改革的序幕。
- 9月27日，经中国人民银行批准，深圳市十二家金融机构出资组成了中国第一家证券公司——深圳经济特区证券公司。
- 10月16日，中华人民共和国国务院批准公布了《关于台湾同胞来祖国大陆探亲旅游接待办法的通知》，允许原中华民国国军士兵返回大陆探亲。
- 10月25日-11月1日，中国共产党第十三次全国代表大会在北京召开，赵紫阳作政治体制改革报告，阐述社会主义初级阶段理论，此外该会议首次实行差额选举，赵紫阳在11月2日召开的中共十三届一中全会上正式当选中共中央总书记，其他当选的中共中央政治局常委包括李鹏、乔石、胡启立、姚依林（参见：中国共产党第十三届中央委员会）。
- 11月，肯德基在北京市开设首家中国大陆的分店。
- 12月，中共中央政治体制改革研究室成立。
- 12月，深圳市公开拍卖了一块国有土地的使用权，这是中华人民共和国建立后首次进行的土地拍卖。

- 1988年

- 1月13日，“蛇口风波”引发全国大讨论。
- 1月18日，西南航空空难造成108人死亡。
- 1月-5月，上海市甲型肝炎大流行，共造成310,746人感染、47人死亡。
- 3月14日，中国人民解放军海军与越南人民军海军在中国南海赤瓜礁海域爆发军事冲突，史称“赤瓜礁海战”。
- 3月21日，深圳蛇口成立了中华人民共和国第一家由企业创办的商业保险机构——平安保险。
- 3月25日-4月13日，在第七届全国人民代表大会第一次会议上，杨尚昆当选中华人民共和国主席，李鹏当选中华人民共和国国务院总理。会议对《八二宪法》进行了第一次修改，一定程度上允许私营经济存在和发展，并准许土地使用权转让。
- 4月13日，海南省成立。
- 6月16日，中国中央电视台制作的6集电视纪录片《河殇》首播，成为“80年代文化热”的代表作品，引发全国大讨论。
- 8月，万达集团（前身为大连西岗住宅开发公司）在辽宁大连成立。
- 8月，发展高新技术产业的“火炬计划”开始实施。
- 8月-9月，价格闯关改革失败，造成大规模通货膨胀。
- 9月，取消了23年的中國人民解放軍軍銜制度恢復。
- 9月19日，诺贝尔经济学奖得主、芝加哥经济学派领袖米尔顿·弗里德曼访华，与中共中央总书记赵紫阳会面，商讨中国经济改革问题。
- 9月29日，中國进行了首枚中子弹实弹爆炸试验，中国成为继美国、法国、苏联后第四个拥有中子弹技术的国家。
- 11月6日，云南澜沧-耿马地震造成748人死亡、7700人受伤，是该地区有地震记录以来的最大地震。

- 1989年

- 1月，长江葛洲坝水利枢纽建成。

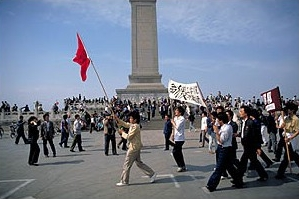
“八九民运”是中华人民共和国历史上的一个转折点

- 2月25日-26日，时任美国总统乔治·H·W·布什访问中国，在北京与中共中央军委主席邓小平、中共中央总书记赵紫阳、中国国家主席杨尚昆、中国国务院总理李鹏等人会面。
- 3月，西藏拉萨发生骚乱事件，造成人员伤亡。
- 4月15日，前中共中央總書記胡耀邦逝世，引发以大学生为主的大规模悼念活动，逐渐转化为学生爱国行动。
- 4月26日，《人民日报》头版刊发《四二六社论》，将学生运动定性为“动乱”，激化了中国共产党与抗议者之间的矛盾，引发了全国各地的“四二七大游行”。
- 5月15日，苏共中央总书记戈尔巴乔夫访华，与中共领导人邓小平 、赵紫阳会面，中苏关系正常化。
- 5月20日，针对八九民运，时任中国国务院总理李鹏颁布国务院令，在北京市部分地区实行戒严。
- 5月23日，北京发生天安门毛泽东像污损案。
- 6月4日凌晨，解放军戒严部队武力驱离在北京天安门广场等地的示威群众（六四清场），结束了长达五十天的抗议运动，同时造成大量人员伤亡，史称“六四事件”。
- 6月9日，邓小平发表《在接见首都戒严部队军以上干部时的讲话》。
- 6月24日，中共十三届四中全会选举江泽民为中国共产党中央委员会总书记，赵紫阳被撤销中共中央总书记、中央政治局常务委员等职务，中央政治局常委胡启立等领导人被免职，1980年代后期政治体制改革失败。
- 10月，第十四世达赖喇嘛获得诺贝尔和平奖。
- 10月31日，全国人大常委会通过《中华人民共和国集会游行示威法》，规定集会、游行、示威须提前申请并按照获得批准的内容进行。

## 江泽民及第三代领导时期（1989年-2002年）
- 1989年

- 11月9日，中共十三届五中全会通过《中共中央关于进一步治理整顿和深化改革的决定》，判定改革开放进展过快，开放政策受到质疑；江泽民接替邓小平出任中国共产党中央军事委员会主席。

- 1990年

- 1月11日，北京解严。

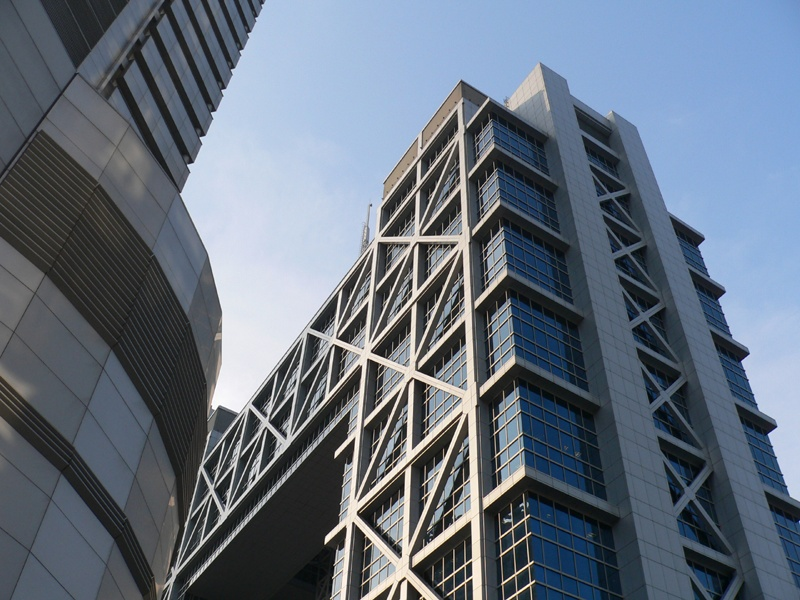
上海证券交易所

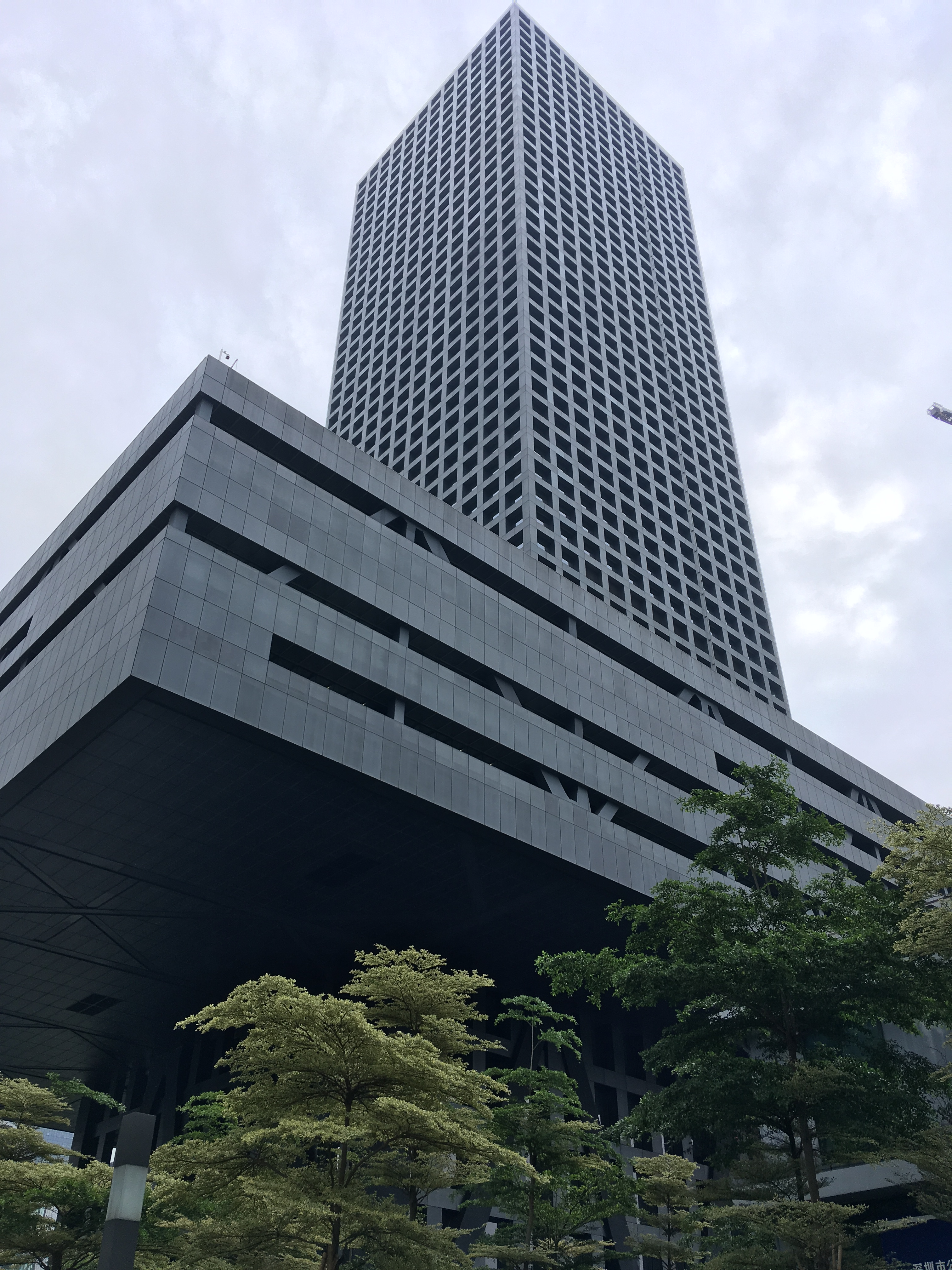
深圳证券交易所

- 3月，江泽民接替邓小平出任中华人民共和国中央军事委员会主席。
- 4月18日，中国国务院总理李鹏宣布中央同意上海开发、开放浦东。
- 4月，中国开始参加联合国主导的维和行动。
- 7月，中华人民共和国第四次全国人口普查显示中国总人口超过11亿。
- 8月8日，中国恢复与印度尼西亚的外交关系。
- 9月-10月， 北京举办第十一届亚洲运动会。
- 9月11日-12日，中国红十字会与中华民国红十字会签署《金门协议》以解决两岸重大罪犯遣返的问题。
- 10月3日，中华人民共和国与新加坡建交。
- 10月8日，麦当劳在深圳市开设首家中国大陆分店。
- 10月，广州白云机场劫机相撞事件造成128人死亡。
- 11月8日，十大元帥之一、前国防部部长徐向前去世。
- 11月26日，上海证券交易所成立。
- 12月1日，深圳证券交易所成立。

- 1991年

- 4月，山西三交河矿难造成147人死亡。
- 5月，中共中央总书记江泽民与苏联总统戈尔巴乔夫签订《中苏国界东段协定》。
- 5月-6月，华东地区发生严重水灾，因灾死亡至少431人。
- 5月-8月，山东省部分地区提出“百日无孩”的计划生育运动。
- 5月14日，毛泽东夫人江青在监狱中自杀身亡。
- 11月，越共总书记杜梅和部长会议主席武文杰正式访华，两国领导人发表联合公报，结束13年敌对、实现关系正常化，此前越南共产党中央委员会总书记阮文灵和部长会议主席杜梅于1990年9月访问中国四川成都，与中共中央总书记江泽民、总理李鹏就中越关系和柬埔寨问题进行秘密会谈（参见：中越关系）。
- 11月，中华人民共和国、中华台北、香港三个经济体正式加入亚太经济合作组织（APEC）。

- 1992年

- 1月24日，中国和以色列建立外交关系。

1992年10月，上海浦东新区成为中国第一个国家级新区

- 1月18日-2月21日，邓小平南巡（又称“九二南巡”）视察深圳、珠海、广州、上海等地，并发表重要讲话，强调“谁不改革，谁就下台”，因六四事件而放缓甚至停滞的中国改革开放自此重新提速，而九二南巡还拯救了当时中国新兴的资本市场。
- 3月9日，中华人民共和国加入《不扩散核武器条约》。
- 4月，中共中央总书记江泽民访问日本，会见日本明仁天皇 。
- 4月5日，国务院决定停止自1986年起实行的夏时制。
- 5月14日，十大元帥之一、前全国人大常委会副委员长聂荣臻逝世。
- 7月31日，“南京7·31空难”造成106-109人丧生。
- 8月24日，中国与大韩民国建立外交关系。
- 10月，日本明仁天皇与皇后美智子应中国国家主席杨尚昆邀请访问中国。
- 10月11日，浦东新区正式成立，成为中国第一个国家级新区。
- 10月12日-18日，中国共产党第十四次全国代表大会在北京召开，江泽民在10月19日召开的中共十四届一中全会上连任中共中央总书记，其他当选的中共中央政治局常委包括李鹏、乔石、李瑞环、朱镕基、刘华清、胡锦涛（参见：中国共产党第十四届中央委员会）。中共十四大明确了建立社会主义市场经济体制的改革目标。
- 10月26日-30日，中华人民共和国与中华民国在香港举行会谈，达成《九二共识》。
- 10月，中国证券监督管理委员会（证监会）成立。
- 11月，粮票被废除。
- 11月24日，“桂林11·24空难”造成141人丧生。

- 1993年

- 3月15日-31日，在第八届全国人民代表大会第一次会议上，江泽民接替杨尚昆出任中华人民共和国主席，李鹏连任中华人民共和国国务院总理。会议对《八二宪法》进行了第二次修改，确立了“中国特色社会主义”、“社会主义市场经济”、“坚持改革开放”等表述。
- 3月-7月，中美之间发生“银河号事件”。
- 4月27日-29日，中华民国海峡交流基金会董事长辜振甫，与中华人民共和国海峡两岸关系协会会长汪道涵于新加坡举行会谈。
- 7月23日，西北航空2119号班机空难造成55人死亡。
- 8月27日，青海沟后水库溃坝，造成300余人死亡。
- 10月起，北京生物制品研究所、深圳康泰生物制品的重组酵母乙肝疫苗车间逐渐投产，成功生产出第一批“基因工程”乙肝疫苗，新生儿开始接种。该技术于1989年由美国默沙东公司转让给中方，收取700万美元作为培训中方人员和支付美方参与者劳务的成本，此外不再收取专利费和利润。
- 12月，国务院作出了《关于金融体制改革的决定》，以建立独立执行货币政策的中央银行宏观调控体系，将政策性金融与商业性金融分离，健全金融市场，统一汇率改革外汇市场。

- 1994年

- 1月1日，实行分税制改革。
- 3月17日，国家开发银行在北京成立。

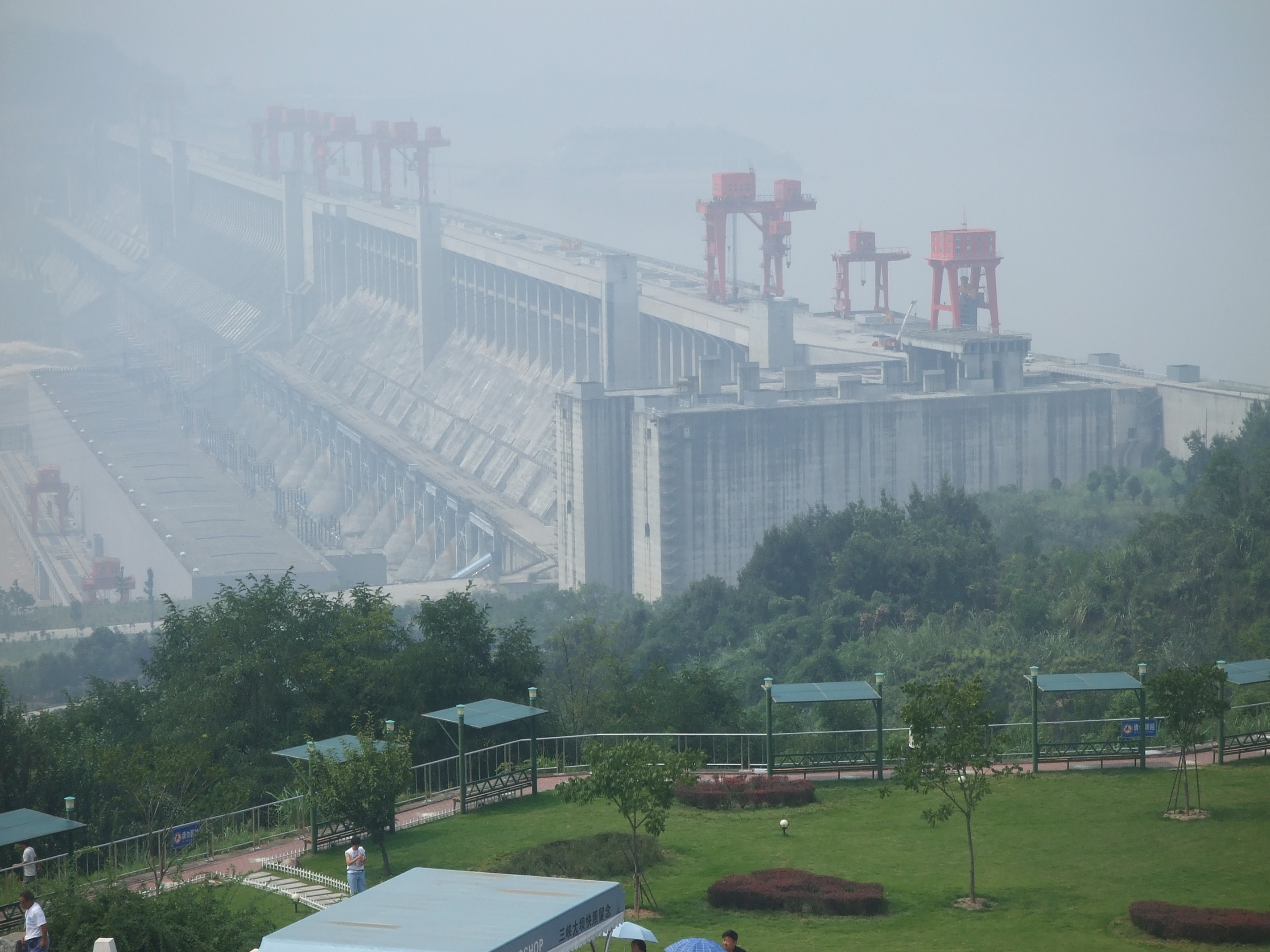
长江三峡工程

- 3月31日，浙江杭州发生“千岛湖事件”，造成32人死亡。
- 4月1日，中国首座核电站秦山核电站正式投入商业运营。
- 4月20日，中国大陆接入国际互联网，成为国际互联网第七十七个成员（参见：中华人民共和国互联网）。
- 6月6日，“六六空难”造成160人死亡，是中国境内遇难人数最多的空难。
- 6月-7月，西江、北江大洪水，共造成480人死亡，直接经济损失达数百亿元人民币。
- 7月18日，国务院颁布《关于深化城镇住房制度改革的决定》，住房公积金制度在全国全面推行。
- 8月，超强台风弗雷德（中国大陆编号：9417号）造成1426人死亡。
- 9月，黄河小浪底水利枢纽开始兴建。
- 9月20日，北京市发生“建国门事件”，枪击案造成至少24人死亡。
- 12月14日，三峡工程动工。
- 12月8日，新疆克拉玛依市发生重大火灾，包括288名中小学生在内的325人遇难，火灾时有人向学生喊“让领导先走”，引发巨大争议。

- 1995年

- 1月30日，江泽民提出关于发展两岸关系、推进中国和平统一进程的八项主张，即“江八点 ”。
- 4月10日，第二代中央领导集体重要成员、保守派领袖陈云逝世。
- 5月1日，中国大陆开始实行每周五天工作制。
- 5月14日，第十四世达赖喇嘛宣布更登确吉尼玛为十世班禅喇嘛的转世灵童。
- 7月，中华民国总统李登辉访问美国后，解放军在台湾海峡进行军事演习、造成“第三次台湾海峡危机”，美国派遣第七舰队通过台湾海峡。
- 9月，“陈希同案”中，中共中央十四届五中全会决定，将前北京市委书记陈希同清除出中共中央政治局和中央委员会。
- 10月，青海省人民政府批准成立了“可可西里省级自然保护区”，1997年12月，可可西里升格为“可可西里国家级自然保护区”，成为中国第一个为保护藏羚羊而设置的国家级自然保护区。
- 11月，江泽民提出“三讲教育”。

- 1996年

- 2月1日，《中华人民共和国计算机信息网络国际联网管理暂行规定》颁布，中国大陆网络审查启动（参见：防火长城）。
- 2月3日，云南省丽江市发生7级地震，共有309人死亡，7.86亿（一说30.5亿）元人民币的直接损失。
- 4月30日，中国与美国发生贸易争端。
- 5月3日，内蒙古包头市发生6.4级地震，共造成26人死亡，虽然人员伤亡不大，但经济损失很严重。
- 7月29日，中国进行迄今为止最后一次核试验（地下核试验），中国政府宣布次日起暂停核试验。
- 7月-8月，超强台风贺伯（中国大陆编号：9608号）造成779人死亡。
- 9月21日，中国政府干预美国大选丑闻爆发。

- 1997年

英属香港旗（1959年-1997年6月30日）

香港特别行政区区旗（1997年7月1日起）

- 2月19日，中共第二代中央领导集体核心邓小平去世。
- 5月8日，中国南方航空3456号班机空难造成35人死亡。
- 6月18日，重庆直辖市正式挂牌。
- 7月1日 ，香港主權自英國交至中华人民共和国，香港特别行政区成立（参见：香港回归）。
- 7月起，亚洲金融风暴。
- 9月12日-18日，中国共产党第十五次全国代表大会在北京召开，江泽民在9月19日召开的中共十五届一中全会上连任中共中央总书记，其他当选的中共中央政治局常委包括李鹏、朱镕基、李瑞环、胡锦涛、尉健行、李岚清（参见：中国共产党第十五届中央委员会）。
- 10月下旬，中共中央总书记、中国国家主席江泽民访问美国。

- 1998年

- 2月14日，武汉公交爆炸案造成至少16人死亡。
- 3月5日-19日，在第九届全国人民代表大会第一次会议上，江泽民连任中华人民共和国主席，朱镕基接替李鹏成为中华人民共和国国务院总理。
- 5月，“985工程”启动。
- 6月25日-7月3日，时任美国总统比尔·克林顿访问中国，先后前往西安、北京、上海、桂林、香港。
- 7月-8月， 长江、嫩江、松花江流域爆发特大洪灾，共造成3656人死亡（全年洪灾死亡4150人），直接经济损失2551亿元人民币。
- 10月5日，中华人民共和国政府在美国纽约联合国总部签署了《公民及政治权利国际公约》。
- 11月，“211工程”启动。
- 11月11日，腾讯公司在深圳成立。

- 1999年

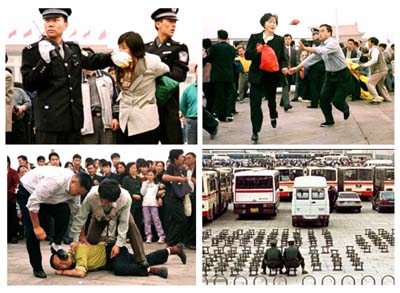
1999年，江泽民下令镇压法轮功

- 2月24日，西南航空4509号班机空难造成61人死亡。
- 3月15日，第九届全国人民代表大会第二次会议对《八二宪法》进行了第三次修改，“邓小平理论”被写入宪法。
- 4月，阿里巴巴集团在杭州成立。
- 4月，厦门远华特大走私案案发，被中国官方称为建国以来涉案金额最大的集团走私案件。
- 4月25日，超过一万名法轮功学员前往北京中南海上访（参见：425上访事件）。
- 5月8日，美国轰炸中国驻南联盟大使馆，导致三名中方记者死亡，时任美国总统比尔·克林顿致歉并指是误炸意外，对中方伤亡者家属及中国政府进行了赔偿，中国爆发大规模反美游行示威。
- 6月，江泽民提出“西部大开发 ”，包括西电东送等项目。
- 7月20日，宣布法輪功為“非法組織”并开始大规模取缔、镇压。
- 11月24日，发生烟台11·24特大海难，280人遇难。
- 12月20日，澳门主權自葡萄牙移交至中國，澳门特别行政区建立（参见：澳门回归）。

- 2000年

- 2月，江泽民首次提出“三个代表”。
- 6月22日，武汉航空343号班机空难造成49人死亡。
- 9月27日，贵州木冲沟矿难造成162人死亡。
- 10月-12月，北斗一号导航系统实现区域性的导航功能。
- 12月25日，中国和越南签订有关北部湾地区领土划界的协定，确认白龙尾岛（中国此前称为“夜莺岛”）属于越南领土。

- 2001年

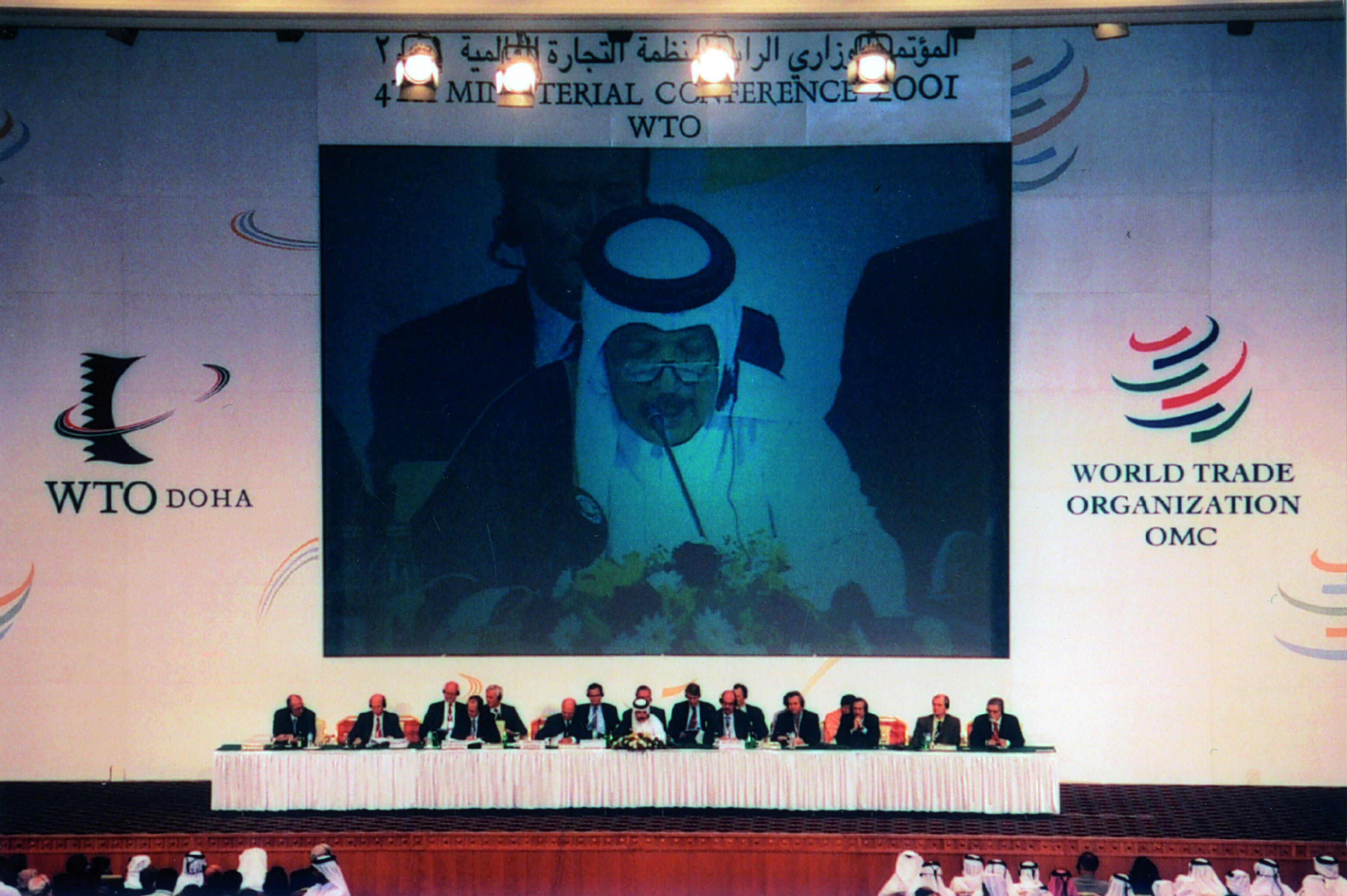
2001年11月，在卡塔尔多哈举行的世界贸易组织部长级会议上，中国获批准加入世界贸易组织。

- 1月1日，百度公司在北京中关村成立，创立百度搜索引擎。
- 3月16日，河北省会石家庄市发生了一起重大爆炸刑事案件，造成死亡108人、38人受伤。
- 4月1日，中美两国军机在南海上空发生一起空中相撞事故。
- 6月15日 ，“上海合作组织 ”在上海成立。
- 7月13日 ，中国北京赢得2008年奥林匹克运动会主办权。
- 7月16日，中共中央总书记、中国国家主席江泽民与俄罗斯总统普京在莫斯科签署《中俄睦邻友好合作条约》，确认海参崴等远东地区100多万平方公里土地归属俄罗斯。
- 7月17日，广西南丹矿难造成81人死亡。
- 8月，第21屆夏季大學生運動會在北京舉辦，這是中國首次主辦世大運。
- 10月，中华人民共和国劳改制度被取消。
- 10月18日-20日，时任美国总统小布什访华，出席上海APEC领导人会议。
- 11月1日，中华人民共和国第五次全国人口普查显示中国总人口达12.45亿。
- 12月11日，中国加入世界贸易组织。

- 2002年

- 2月21日-22日，时任美国总统小布什第二次访华，与时任中国国家主席江泽民会面。
- 5月7日，“大连5·7空难 ”导致112人丧生。
- 6月20日，黑龙江“鸡西矿难”造成124人死亡。
- 6月，中国国家男子足球队首次出现在世界杯决赛圈。
- 7月，西气东输工程开工建设。
- 8月，国际数学家大会在北京举行，是第一次在发展中国家举办，陈省身任大会名誉主席，吴文俊任大会主席。

## 胡锦涛及第四代领导时期（2002年-2012年）
- 2002年

- 11月8日-14日，中国共产党第十六次全国代表大会在北京召开，胡锦涛在11月15日召开的中共十六届一中全会上当选中共中央总书记，其他当选的中共中央政治局常委包括吴邦国、温家宝、贾庆林、曾庆红、黄菊、吴官正、李长春、罗干（参见：中国共产党第十六届中央委员会）。
- 11月16日起，广东、香港、北京等地爆发严重急性呼吸系统综合症（SARS），此后传向其它国家，造成严重急性呼吸道综合征疫情。
- 12月，南水北调工程开工建设。

- 2003年

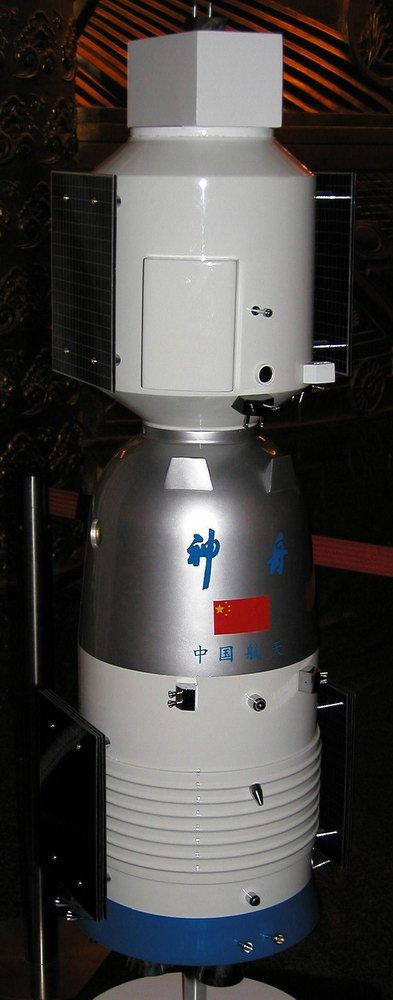
神舟五号模型

- 2月，新疆地区发生伽师巴楚地震，造成268人死亡、4000多人受伤（其中重伤2058人）。
- 3月5日-18日，在第十届全国人民代表大会第一次会议上，胡锦涛当选中华人民共和国主席，温家宝当选中华人民共和国国务院总理。
- 3月20日，大学生孙志刚被广州政府执法部门殴打身亡，引发收容遣送制度被废除。
- 4月16日，中国海军361潜艇海难，艇上70名官兵全部遇难。
- 7月1日，针对《23条》，香港爆发七一游行。
- 7月，胡锦涛提出“科学发展观”的理念。
- 10月15日，宇航员杨利伟乘坐“神舟五号”载人航天飞船顺利完成了中国第一次载人航天飞行任务，并于10月16日返回地球（参见：中国航天）。
- 12月，重庆开县特大井喷事故造成243人死亡。

- 2004年

- 3月14日，第十届全国人民代表大会第二次会议对《八二宪法》进行了第四次修改，江泽民“三个代表”重要思想被写入宪法。
- 9月19日，胡锦涛就任中国共产党中央军事委员会主席 ，并提出“和谐社会”的理念。
- 10月14日，俄罗斯归还中国一半黑瞎子岛（《中俄边界东段补充协定》）。
- 10月20日，河南大平矿难造成148人死亡。
- 11月21日，内蒙古“包头空难”造成55人死亡。
- 11月28日，陕西陈家山矿难造成166人死亡。

- 2005年

- 1月17日，前中共中央總書記、前中华人民共和国国务院总理趙紫陽逝世。
- 2月14日，辽宁孙家湾矿难，造成214人死亡、30人重伤，直接经济损失4968.9万元。
- 3月4日，胡锦涛对台提出四“不”原则，中华人民共和国《反分裂国家法》通过并执行。
- 4月-5月，中国国民党主席连战（2005年中國國民黨和平之旅）、亲民党主席宋楚瑜（2005年亲民党搭桥之旅）先后访问大陆，与中共中央总书记胡锦涛等领导人会面。
- 6月10日，黑龙江省沙兰镇发生特大山洪和泥石流，洪水瞬间淹没位于低洼处的沙兰镇中心小学，共造成117人死亡，其中105人为学生。
- 8月，广东大兴矿难造成121人死亡。
- 10月12日，“神舟六号 ”载人飞船搭载费俊龙、聂海胜两位航天员成功发射升空，执行双人多天宇航任务，并于10月17日返回地球。
- 11月，黑龙江七台河特大矿难造成171人死亡。
- 11月19日-21日，时任美国总统小布什第三次访华，与时任中国国家主席胡锦涛会面。
- 12月，河北唐山刘官屯矿难造成108人死亡。

- 2006年

- 1月，《中华人民共和国农业税条例》废止，国家不再征收农业税。
- 7月1日，青藏铁路全线通车，是世界上海拔最高、线路最长的高原铁路。
- 7月12日，中国运动员刘翔在瑞士洛桑创造男子110米栏“12秒88”的世界纪录。
- 7月，中国南方水灾，造成至少452人死亡。
- 9月，“陈良宇案”，时任中共中央政治局委员、上海市委员会书记陈良宇等人被查。
- 11月，由30多位科学家组成的国际考察团进行了“长江淡水豚类考察”，白鱀豚被认为“野外功能性灭绝”。

- 2007年

- 3月6日，《中华人民共和国物权法》通过。
- 7月，河南卢氏县特大洪灾，造成78人死亡、18人失踪。
- 8月，山东华源矿难造成至少172人死亡。
- 10月3日，陕西省安康市发生华南虎照片事件。
- 10月15日-21日，中国共产党第十七次全国代表大会在北京召开，胡锦涛在10月22日召开的中共十七届一中全会上连任中共中央总书记，其他当选的中共中央政治局常委包括吴邦国、 温家宝、贾庆林、 李长春、习近平、 李克强、 贺国强、周永康（参见：中国共产党第十七届中央委员会）。
- 10月24日，“嫦娥一号”月球探测器发射升空。
- 12月，山西新窑矿难造成104人死亡。
- 中国成为世界第三大经济体。

- 2008年

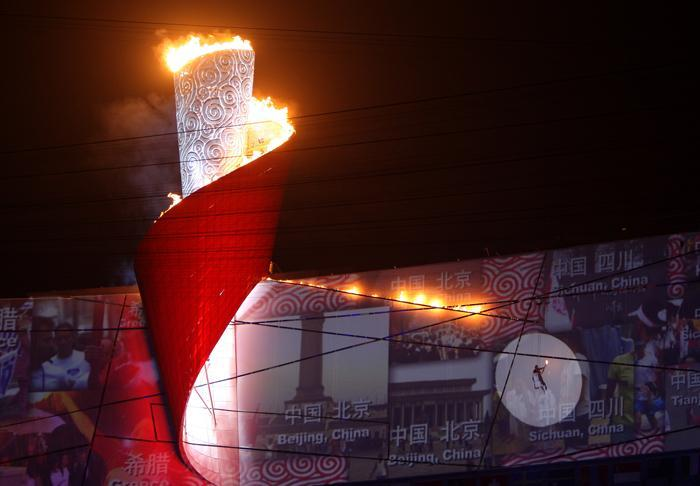
2008年8月8日，在鸟巢体育馆舉行的北京奥运会開幕式上，由中國體操運動員李寧點燃主火炬。

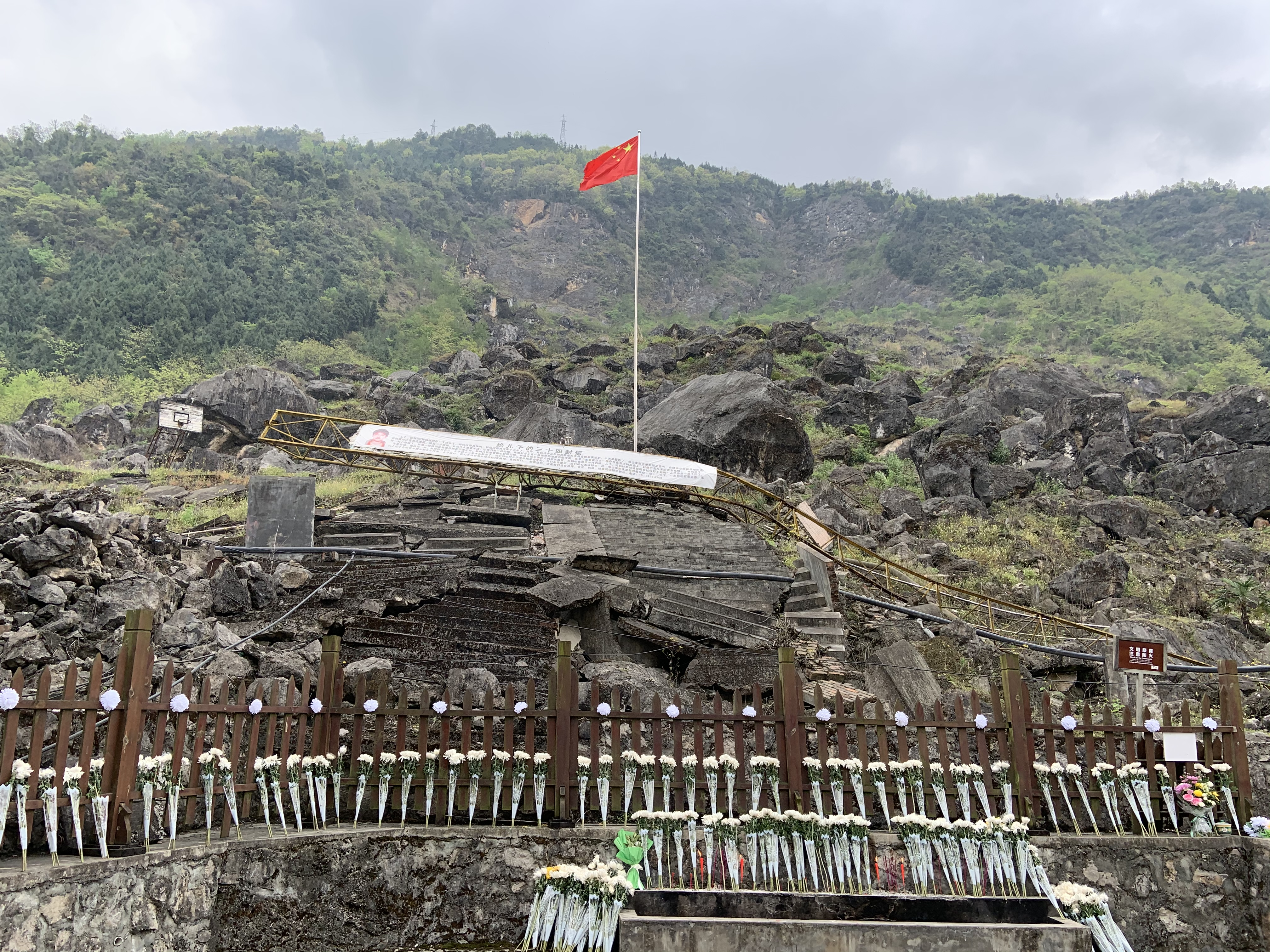
汶川大地震后的北川中学遗址

- 1月，中国大陆爆发大规模雪災，因灾死亡129人。
- 2月，中国奶制品污染事件爆发。
- 3月，“西藏骚乱”爆发，造成至少数十人伤亡。
- 3月5日-18日，在第十一届全国人民代表大会第一次会议上，胡锦涛连任中华人民共和国主席，温家宝连任中华人民共和国国务院总理。
- 4月28日，山东胶济列车相撞，造成72人丧生、416人受伤。
- 5月12日，四川汶川大地震，造成69,227人死亡、17,923人失踪，受灾人口超4600万。
- 5月起，中国南方水灾特大水灾，至少57人死亡、数百人失踪，受灾人口超2100万。
- 8月-9月，北京奥运会以及残奥会。
- 8月，时任美国总统小布什第四次访华，与时任中国国家主席胡锦涛会面，观赏奥运会。
- 8月20日，曾短暂担任中华人民共和国最高领导人的华国锋逝世。
- 9月8日，山西省襄汾尾矿库溃坝事故，死亡277人、失踪4人，另有受伤33人，直接经济损失9619万元。
- 9月25日，“神舟七号 ”载人飞船搭载翟志刚、刘伯明、景海鹏三位航天员成功发射，中国宇航员首次实现太空漫步，并于9月28日返回地球。
- 11月5日，为应对全球金融危机，时任中国国务院总理温家宝推出四万亿投资计划。
- 12月9日，为纪念1948年12月10日《世界人权宣言》发表60周年，刘晓波等数百名社会各界人士开始签署《零八宪章》（参见：2007-2008年中国大陆“普世价值论争”）。

- 2009年

- 2月，第24屆冬季大學生運動會在哈爾濱舉辦。
- 7月5日，新疆乌鲁木齐爆发大规模骚乱，史称“乌鲁木齐七五事件”，造成至少197人死亡，另有1721人受伤。
- 7月，力拓集团驻上海办事处员工被中国国家安全机关依法刑事拘留（参见：力拓案）。
- 10月，香港中文大学教授、前校长高锟获得诺贝尔物理学奖。
- 11月，黑龙江“鹤岗新兴煤矿爆炸事故”造成108人死亡。
- 11月，时任美国总统贝拉克·奥巴马首次访华，与时任中国国家主席胡锦涛会面。

- 2010年

- 深圳富士康員工墜樓事件。

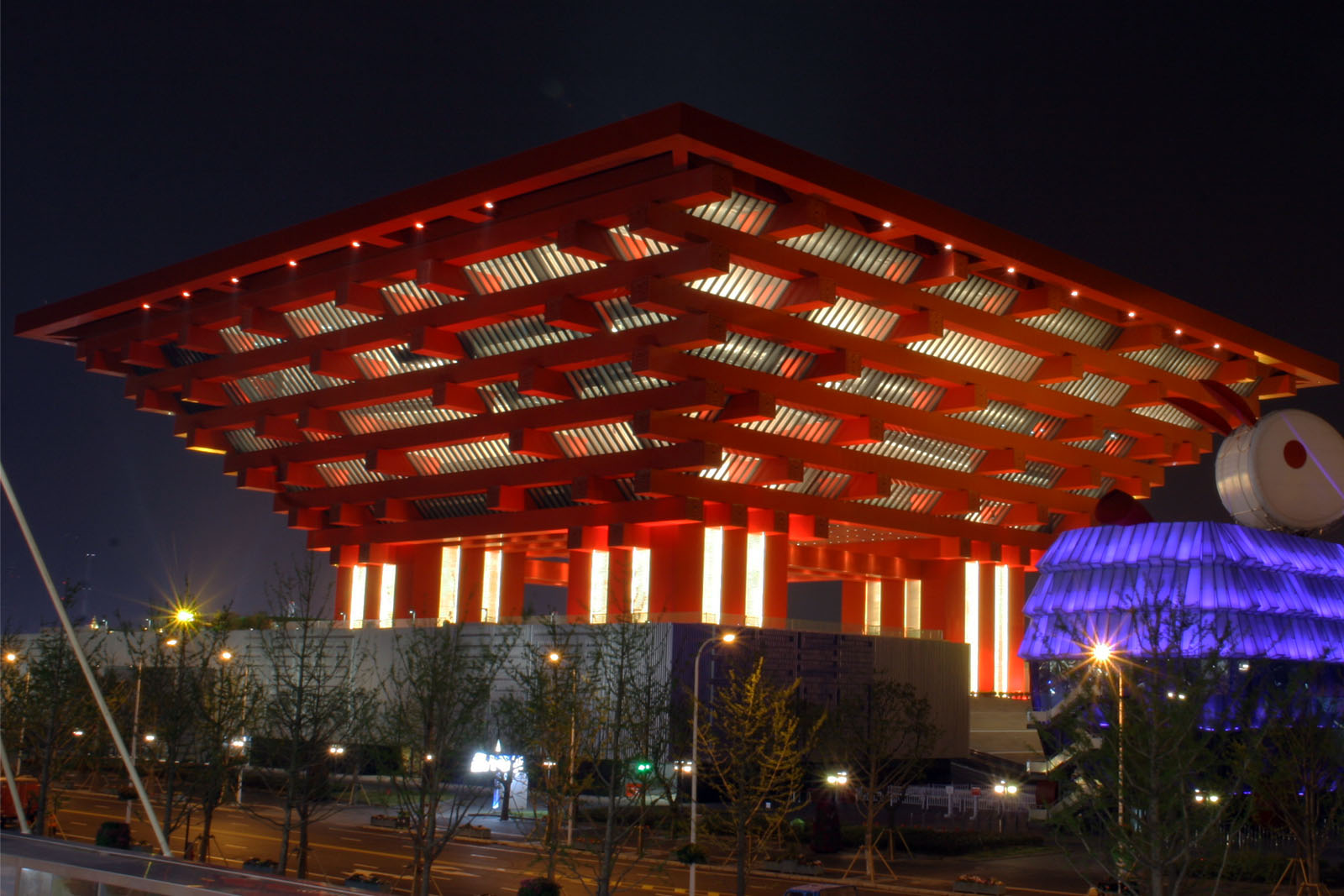
上海世博会“中国馆”

- 3月23日，谷歌公司宣称因为遭到中国网络攻击，决定退出中国。
- 4月，青海玉树特大地震造成2698人死亡、270人失踪，另有12135人受伤。
- 5月起，特大水灾造成至少1072人丧生、619人失踪，110万间房屋倒塌，直接经济损失达到2100亿元人民币。
- 5月-10月，上海世博会。
- 6月，广西重大泥石流事件造成至少43人死亡。
- 8月，甘肃舟曲泥石流灾害导致1557人死亡，两条河流被截断形成堰塞湖。
- 8月24日，黑龙江“伊春空难”造成44人死亡、52人受伤。
- 10月1日，“嫦娥二号”月球探测器发射升空。
- 10月，刘晓波获得诺贝尔和平奖 ，成为首位获得诺贝尔奖的中华人民共和国公民。
- 11月，中华人民共和国第六次全国人口普查显示中国总人口超过13.39亿。
- 11月，第十六届亚洲运动会在中国广州举行。
- 12月，中国、俄罗斯、印度、巴西、南非成立“金砖五国”。
- 中国成为世界第二大经济体。

- 2011年

- 5月，内蒙古抗议示威事件。
- 6月，中国红十字会爆发重大丑闻“郭美美事件 ”。
- 6月起，中国南方水灾，至少105人死亡，63人失踪。
- 7月23日，甬台温铁路列车追尾事故，造成40人死亡、上百人受伤。
- 8月，深圳举办“2011年世界大学生夏季运动会”。
- 8月14日，大连市爆发上万人参加的反对PX项目游行。
- 9月29日，“天宫一号”实验性空间站发射升空，后于2018年4月结束任务、落入大气层。
- 9月起，中国秋季洪涝灾害，共造成97人死亡、21人失踪。
- 11月1日，“神舟八号”无人飞船顺利发射升空，与天宫一号对接，并于11月17日返回地球。
- 11月，北斗二号导航系统开始为中国及周边地区用户提供服务。
- 12月，微博实行实名制。

- 2012年

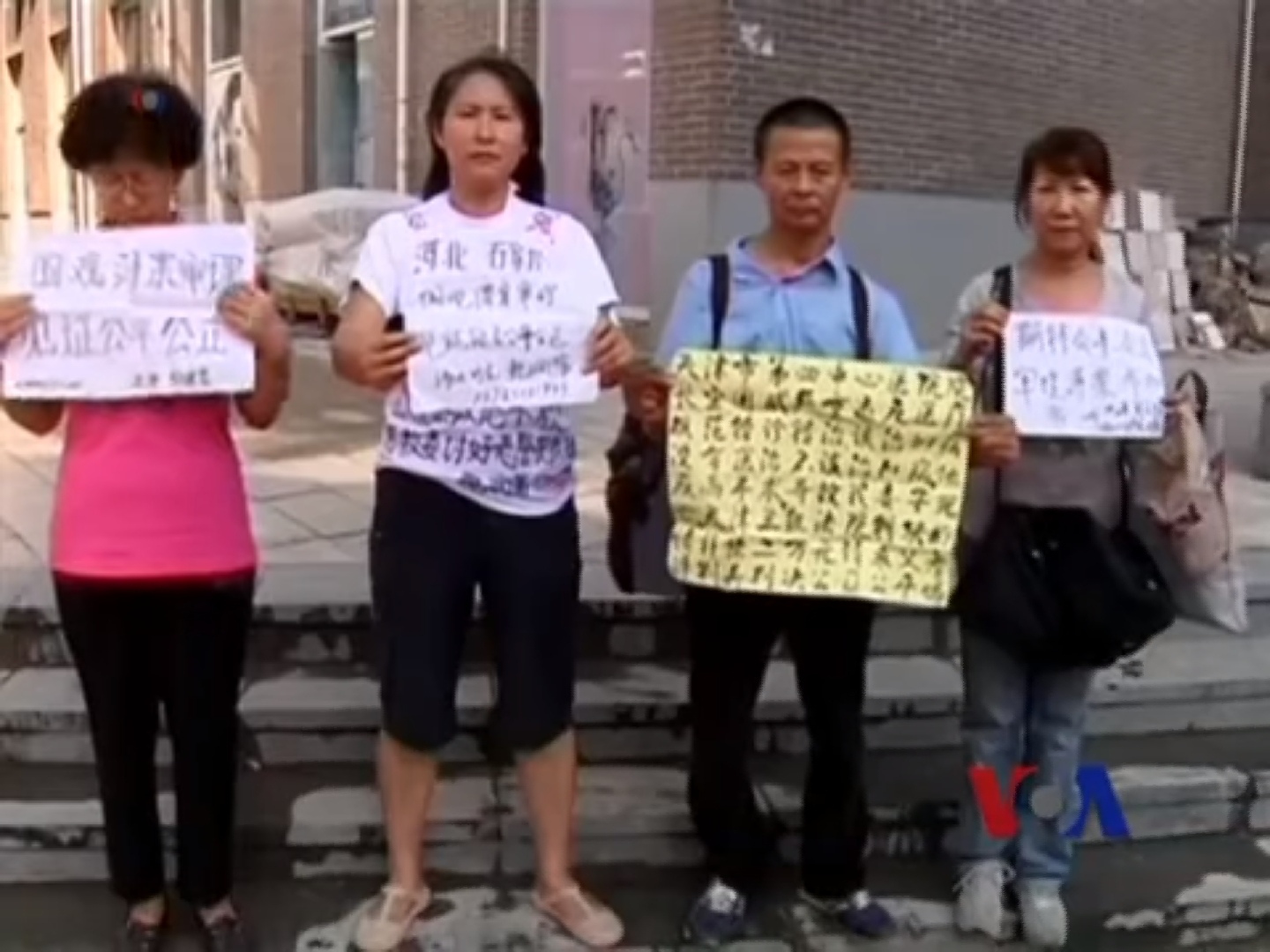
薄熙来事件中抗议示威的薄熙来支持者

- 2月6日，原重庆市公安局局长王立军私自进入美国驻成都总领事馆（“王立军事件”），引发中国巨大政治变动，后续事件包括薄熙来事件和周永康案。
- 6月16日，“神舟九号”载人飞船搭载景海鹏、刘旺、刘洋三位航天员发射升空，与天宫一号对接，于6月29日返回地球。
- 7月，北京特大暴雨造成79人死亡、160.2万人受灾，经济损失116.4亿元。
- 9月25日，中国第一艘航空母舰“辽宁号”正式交付使用。
- 10月11日，莫言获得诺贝尔文学奖，成为首位获此殊荣的中国籍作家。

## 习近平及第五代领导时期（2012年-）

### 2012年-2022年
- 2012年

- 11月8日-14日，中国共产党第十八次全国代表大会在北京召开，习近平在11月15日召开的中共十八届一中全会上当选中共中央总书记，其他当选的中共中央政治局常委包括李克强、张德江、俞正声、刘云山、王岐山、张高丽（参见：中国共产党第十八届中央委员会）。此后，大规模反腐败运动展开，但外界对此也有“清洗政治对手”、“选择性反腐”的质疑。
- 12月，湖南衡阳发生大规模贿选案件 。

- 2013年

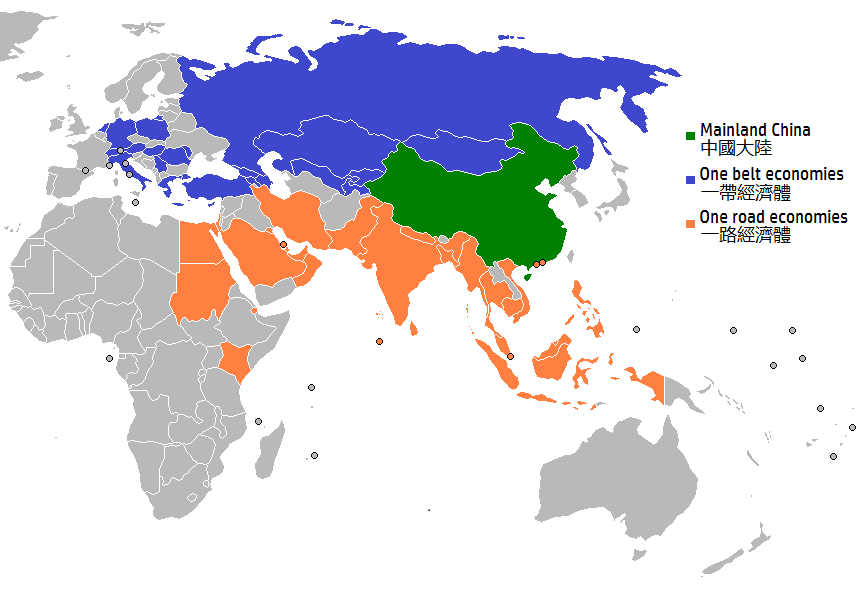
“一带一路”战略

- 2月25日，中国共产党总书记习近平在北京会见中国国民党荣誉主席连战及随访的台湾各界人士，是首次“习连会”。
- 3月5日-17日，在第十二届全国人民代表大会第一次会议上，习近平当选中华人民共和国主席，李克强当选中华人民共和国国务院总理。
- 4月20日，四川省芦山“4·20”7.0级强烈地震（雅安大地震），造成196人死亡。
- 6月11日，“神舟十号”载人飞船搭载聂海胜、张晓光、王亚平三位航天员顺利发射升空，与天宫一号对接，并于6月26日返回地球。
- 8月16日，辽宁抚顺“8·16”特大洪灾，共造成76人死亡、88人失踪。
- 10月28日，北京发生天安门金水桥恐怖袭击案，五人死亡。
- 11月，中共十八届三中全会提出全面深化改革、深化国防和军队改革、第五个现代化等，并把“一带一路”升级为国家战略。但外界和部分体制内人士则认为习近平的改革路线违背了改革开放以来进行的政治体制改革方向，属于政治倒退，重新回到了毛泽东时代的体制，即党的最高领导人独揽大权的寡头政治以及“党领导一切”的模式。
- 12月14日，“嫦娥三号”和“玉兔号”完成首次月面软着陆和月面巡视勘探。
- 12月28日，第十二届全国人民代表大会常务委员会第六次会议通过《关于废止有关劳动教养法律规定的决定》，劳教制度正式废止。

- 2014年

- 3月1日，云南昆明发生恐怖袭击事件，造成30余人死亡。
- 3月8日，飞往北京的马来西亚航空370号班机失联 ，马航MH370事件引发国际高度关注，机上239人（大部分乘客为中国公民）下落不明。
- 4月24日，国家信访局发布《引导逐级走访办法》，明确不受理越级上访。
- 5月22日，新疆乌鲁木齐发生严重暴力恐怖事件，43人死亡。
- 7月28日，新疆莎车县发生严重恐怖袭击，造成37名民众遇害，59名暴徒被击毙。
- 8月2日，江苏昆山中荣工厂爆炸事故造成146人死亡。
- 8月3日，云南昭通市鲁甸县发生6.5级地震，617人死亡。
- 8月16日-28日，第二届夏季青年奥林匹克运动会在江苏南京举行。

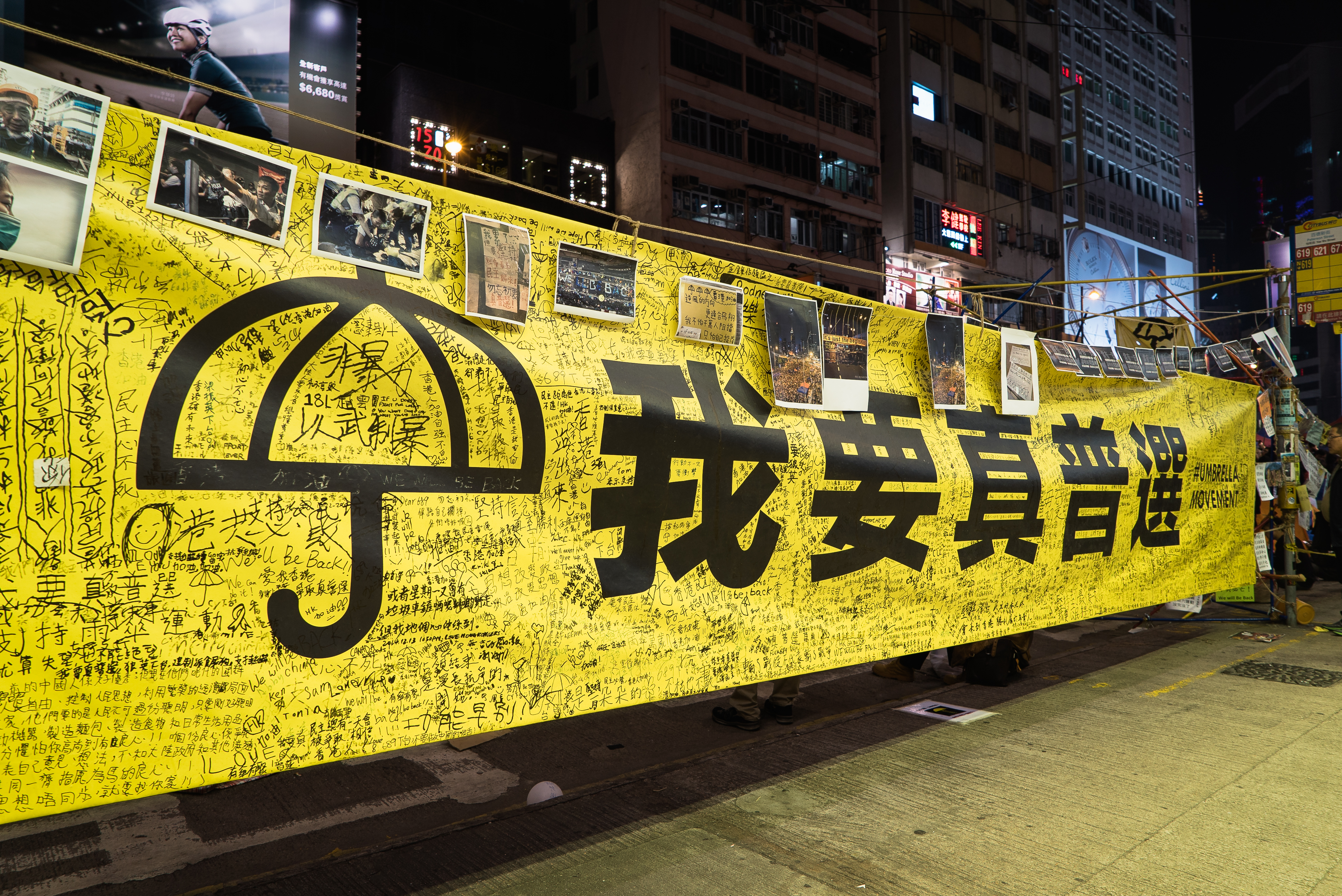
2014年秋，香港爆发要求真普选的“雨伞革命”。

- 9月-12月，香港爆发争取真普选的“雨伞革命”。
- 10月27日，中央军委原副主席徐才厚涉嫌受贿犯罪案件侦查终结，后被开除党籍军籍。
- 11月10日-11日，亚太经合组织第二十二次领导人非正式会议（APEC峰会）在北京举行。
- 12月31日，上海外滩陈毅广场在跨年活动期间发生人群践踏事故，造成36死49伤。

- 2015年

- 1月1日起，中国全面停止使用死囚器官作为移植供体来源，公民逝世后自愿器官捐献将成为中华人民共和国器官移植使用的唯一渠道。
- 3月28日，國家發改委、外交部、商務部聯合發布《推动共建丝绸之路经济带和21世纪海上丝绸之路的愿景与行动》白皮书，並首次提出粵港澳大灣區概念。
- 5月起，南方大洪水，至少319人死亡、81人失踪。
- 6月1日，湖北荆州发生“东方之星号客轮翻沉事件”，共442人死亡。
- 6月11日，“周永康案”，原中共中央政治局常委、政法委书记周永康在庭审中，因受贿罪、一滥用职权罪、故意泄露国家秘密罪，被判处无期徒刑剥夺政治权利终身、没收财产。
- 6月，中国大陆爆发股灾。
- 7月9日起，大规模抓捕中国的人权律师，中华人民共和国公安当局在多达23个省份大规模逮捕、传唤、刑事拘留、带走、失联、约谈了上百位律师、民间维权人士、上访民众及其亲属的事件，部分人士因此下落不明。
- 8月12日，天津港发生严重爆炸事故，至少165人死亡、798人受伤，直接经济损失68.66亿元人民币。
- 10月，屠呦呦成为首位获得诺贝尔生理学或医学奖的中国籍科学家。
- 11月7日，习近平、马英九的两岸领导人会面在新加坡举行，是自1949年政治分立以来，双方最高领导人的首次会晤。
- 12月17日，暗物质粒子探测卫星（“悟空”）顺利发射升空。
- 12月20日，深圳山體滑坡事故，造成73死4失踪、逾900人被疏散。

- 2016年

- 1月，计划生育“两孩政策”正式施行。

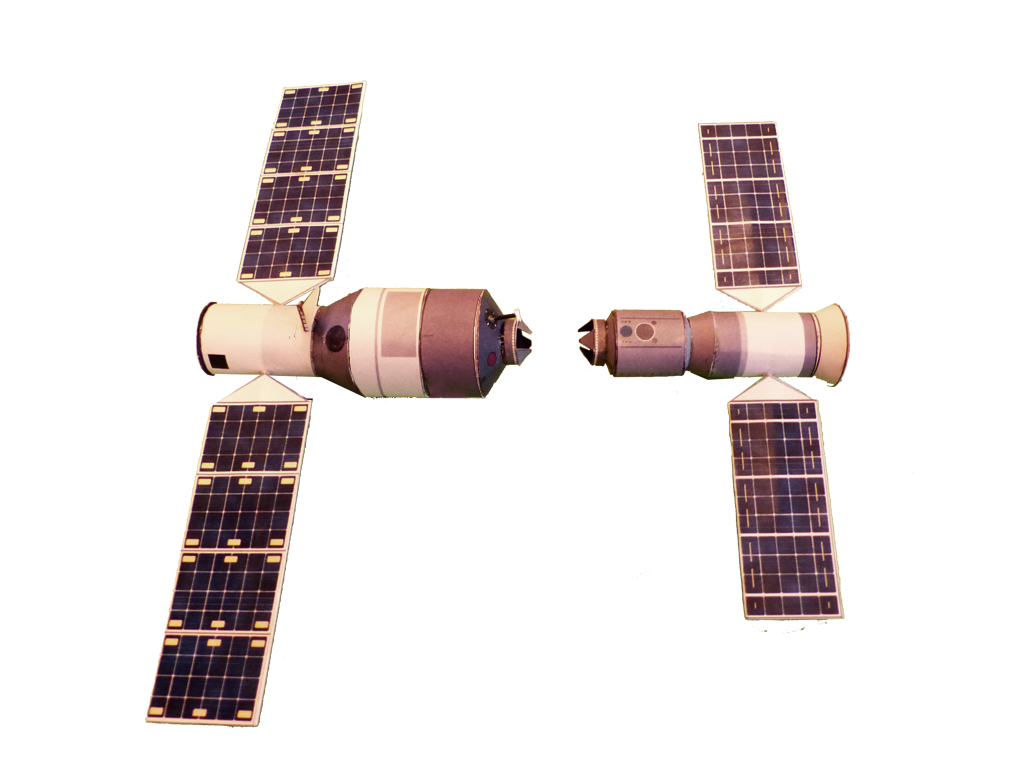
天宫二号与神舟十一号交会对接的模拟图（左侧为天宫二号）。

- 1月16日，亚洲基础设施投资银行（亚投行）在北京开业。
- 6月23日，江苏盐城龙卷风造成99人丧生、846人受伤。
- 6月30日-7月8日，长江中下游沿江地区及江淮、西南地区东部等地因持续强降雨引发严重水灾，164人死亡，26人失踪；安徽和湖北两省受灾最为严重。
- 7月4日，原中共中央统战部部长、中共中央办公厅主任令计划因受贿罪、非法获取国家秘密罪、滥用职权罪被判处无期徒刑。
- 7月25日，原中央军委副主席郭伯雄因受贿罪一审被判处无期徒刑，褫夺中国人民解放军上将军衔。
- 7月，河北邢台特大洪灾造成130人死亡、110人失踪，受灾人口达904万。
- 8月，原西藏自治区党委书记陈全国调任新疆维吾尔自治区委员会书记，新疆开始大规模修建针对穆斯林等少数民族的“新疆再教育营”，在世界范围内引发巨大争议。
- 8月16日，量子科学实验卫星（“墨子号”）顺利升空。
- 9月4-5日，杭州举办“G20峰会”。
- 9月15日，“天宫二号”空间站发射升空，后于2019年7月结束任务、受控离轨。
- 9月25日，500米口径球面射电望远镜在贵州建成启用。
- 10月17日，“神舟十一号”载人飞船搭载景海鹏、陈冬两位航天员成功发射升空，与天宫二号对接，并于11月18日返回地球。
- 11月，广东大亚湾核反应堆中微子实验国际合作团队获得2016年度“基础物理学突破奖”。

- 2017年

- 4月1日，“雄安新区”成立。
- 8月8日，四川九寨沟地震导致至少25人死亡、数百人受伤。
- 9月29日，原政治局委员孙政才被开除党籍和公职移交司法机关。
- 10月18日-24日，中国共产党第十九次全国代表大会在北京召开，习近平在10月25日召开的中共十九届一中全会上连任中共中央总书记，其他当选的中共中央政治局常委包括李克强、栗战书、汪洋、王沪宁、赵乐际、韩正（参见：中国共产党第十九届中央委员会）。
- 11月，时任美国总统唐纳德·特朗普访华，与时任中共中央总书记、中国国家主席习近平会面。

- 2018年

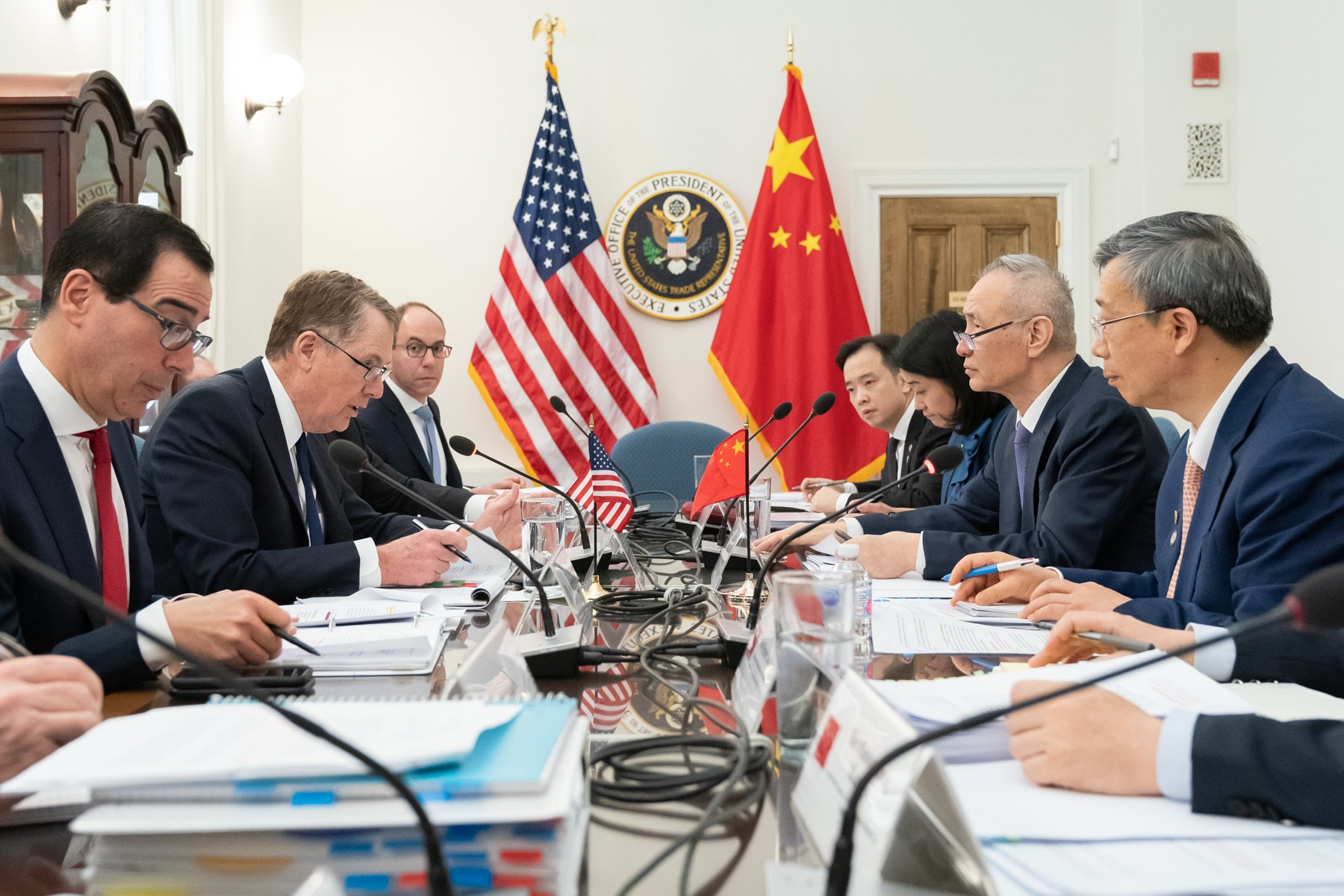
中美贸易战：中美第9轮贸易谈判在美国华盛顿举行（2019年4月）

- 3月5日-20日，在第十三届全国人民代表大会第一次会议上，习近平连任中华人民共和国主席，李克强连任中华人民共和国国务院总理。会议对《八二宪法》进行了第五次修改，《宪法修正案》废除国家主席任期限制，并收录了“习近平新时代中国特色社会主义思想”、胡锦涛提出的“科学发展观”等内容。
- 3月，中美贸易战爆发。
- 7月31日，新疆射月沟水库溃坝事件，造成20人遇难、8人失踪。
- 8月19日-21日，山东寿光市出现洪灾灾害，13人死亡、3人失踪。
- 8月，中国大陆爆发非洲猪瘟疫情。
- 10月24日，港珠澳大桥建成通车。
- 12月，“嫦娥四号”和“玉兔二号”成功发射升空，此后成功着陆月球，是人类探测器首访月球背面。
- 12月底，知名媒体人崔永元爆料“陕西千亿矿权案”中二审案卷丢失，引发巨大争议，该事件最终以最高法院法官王林清在央视新闻上“电视认罪”而结束。

- 2019年

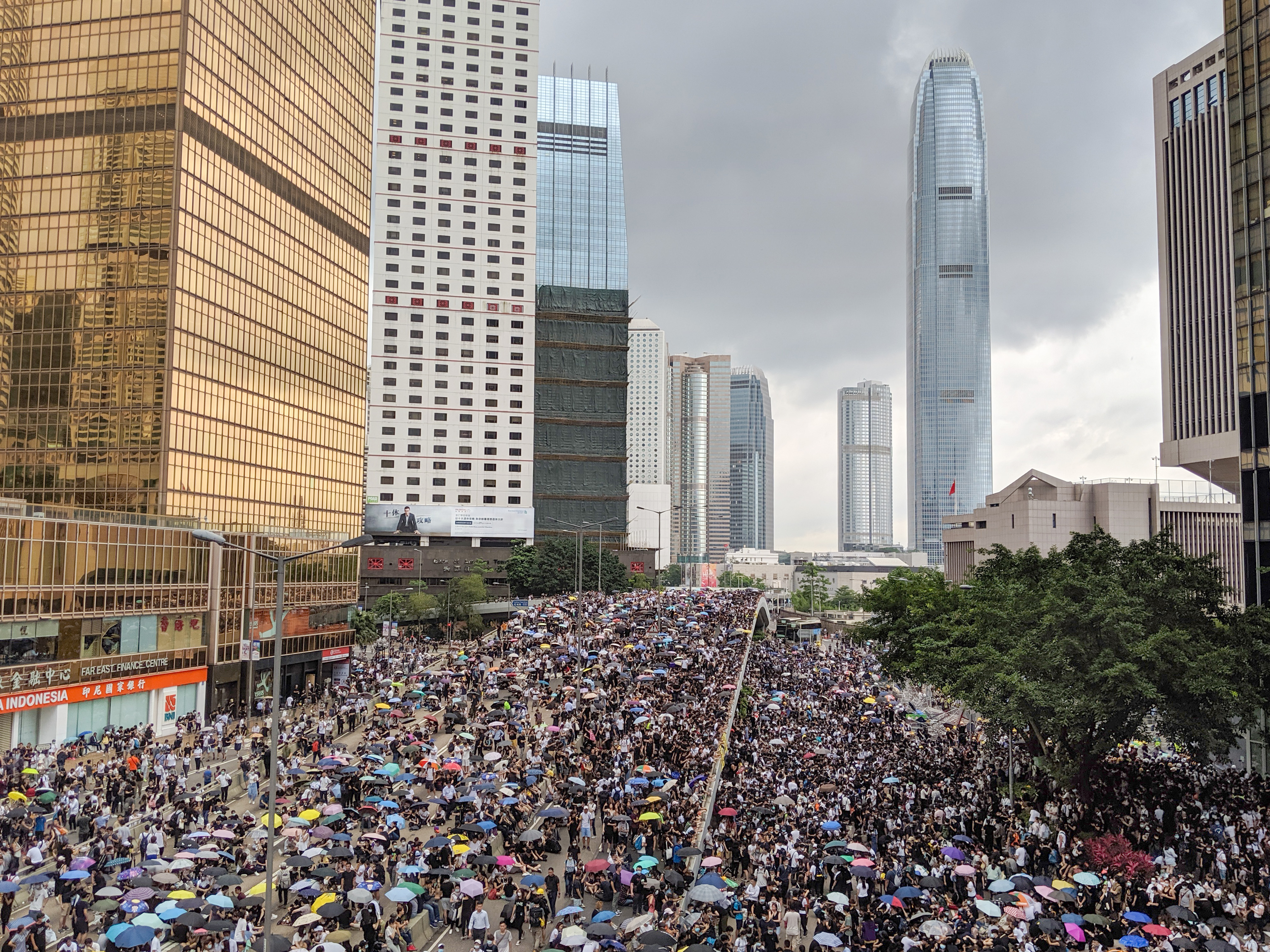
香港爆发长期、大规模“反送中运动”，引起国际广泛关注。

- 1月，《告台湾同胞书》发表40周年纪念会在北京人民大会堂举行，中共中央总书记习近平出席纪念会并提出“习五条”。
- 3月，江苏天嘉宜化工厂爆炸事故造成78人死亡。
- 6月起，香港爆发长期大规模“反对逃犯条例修订草案运动”。
- 7月22日，前中华人民共和国国务院总理、前全国人大常委会委员长李鹏逝世。
- 12月，湖北省武汉爆发新型冠状病毒肺炎疫情（COVID-19），疫情逐步向全国和其他国家扩散，2020年3月11日世界卫生组织宣布该疫情为“全球大流行（Pandemic）”。
- 12月17日，中国第二艘航空母舰“山东号”正式交付使用。
- 12月30日，首批國產特斯拉車輛在特斯拉上海工廠交付。

- 2020年

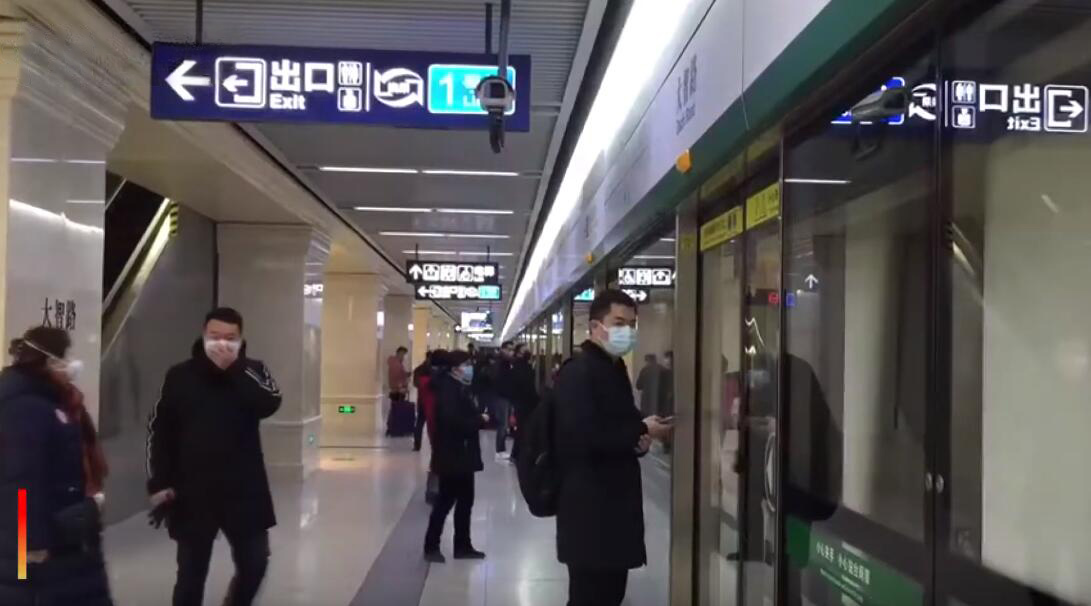
2020年1月22日，由于新型冠状病毒病疫情扩散，武汉市宣布封城，地铁于10时发出末班车

- 1月2日，关于发生在武汉的肺炎疫情，包括李文亮医生在内的8名“散布谣言者”被“依法查处”。
- 1月23日，“武汉封城”，此前已有至少500万人从武汉逃离至各地。
- 2月28日起，外国人永久居留管理条例争议在中国的互联网爆发，相关话题点击量在微博上达46亿（截至3月4日）。
- 4月，知名房地产企业家任志强被查，此后被判处有期徒刑18年。
- 5月5日起，中印边境冲突造成双方人员伤亡。
- 5月28日，《中华人民共和国民法典》颁布。
- 2020年中国南方水灾：5月下旬起在长江中下游地区、淮河流域、西南、华南及东南沿海等地因持续强降水引发的严重洪灾；6月初开始，中国中央气象台发布连续40天（6月2日－7月11日）暴雨预警，多省发生暴洪、城区内涝、渍灾。官方数据显示至少有6346万人次受灾，直接财产损失超过1789亿元人民币。
- 6月30日，《中華人民共和國香港特別行政區維護國家安全法》颁布。
- 7月27日，中国关闭美国驻成都总领事馆，作为对美国关闭中国驻休斯敦总领事馆的反制措施。
- 7月31日，北斗三号导航系统正式启用。
- 8月，中国政府在内蒙古自治区强行推行普通话教学，引发大规模争议和冲突。
- 11月2日，蚂蚁集团有关人员马云等人被约谈，次日晚间上海证券交易所宣布蚂蚁金服暂缓上市。
- 12月4日，重庆永川吊水洞矿难，造成23人死亡。
- 12月17日，“嫦娥五号”月球探测器在月球表面取样后成功返航。
- 社会信用体系基本建成，与中国大规模监控体系紧密相连。

- 2021年

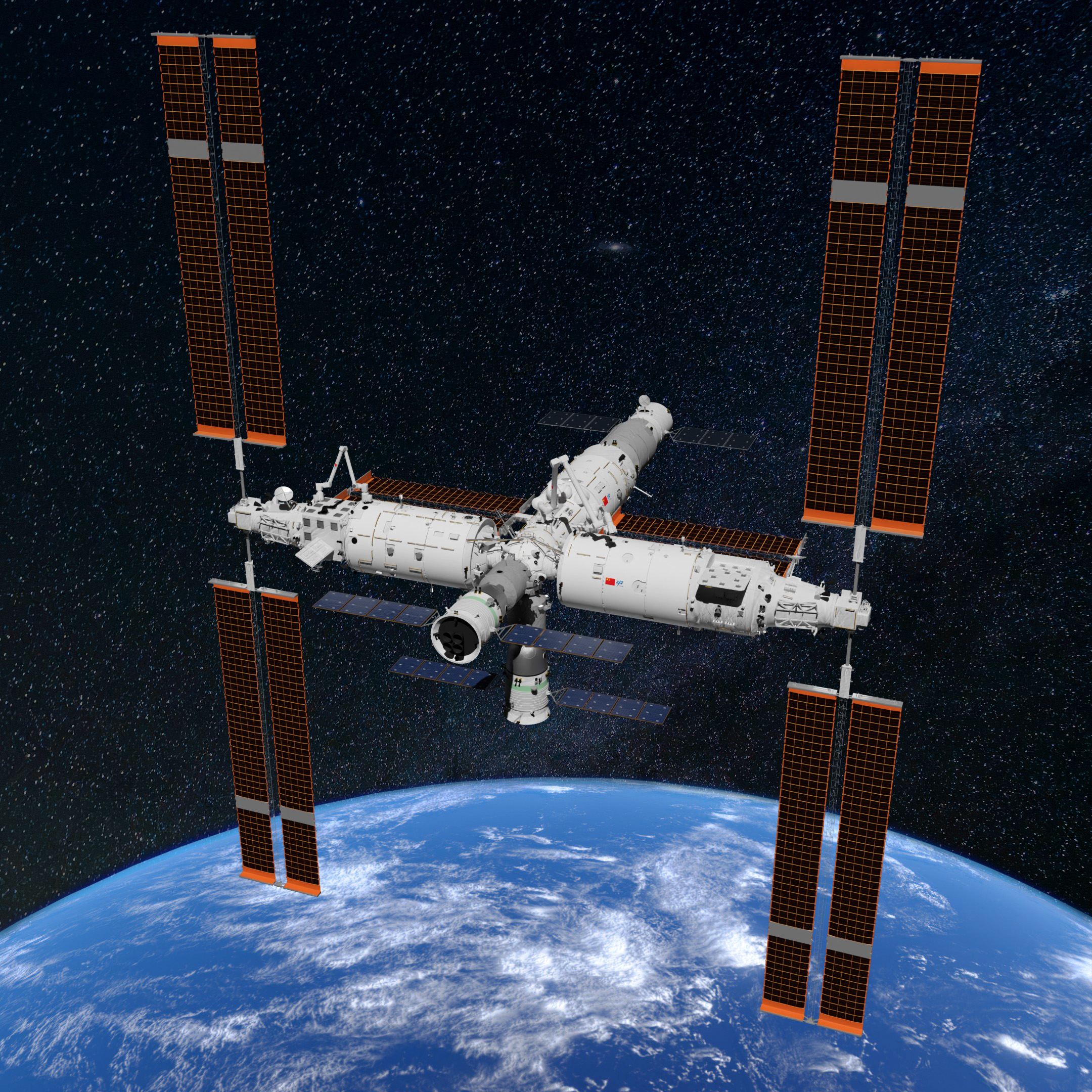
天宫空间站于2021年4月开始在轨建造

- 1月，世界卫生组织专家团抵达中国武汉，调查新型冠狀病毒肺炎疫情（COVID-19 pandemic）源头。
- 2月25日，中国政府宣称其脱贫攻坚战取得“全面胜利”。
- 4月29日，搭載太空站天和核心艙的長征五號B遙二運載火箭在文昌太空發射場點火升空，天宫空间站开始在轨建设，中國成為世界上第三個建造在軌模塊化太空站的國家。
- 5月11日，中国官方公布第七次全国人口普查数据，中国大陆总人口约14.11亿、人口老龄化，但该数字受到外界质疑，5月底中国政府修改计划生育政策，推出“三孩政策”。
- 5月15日，“天问一号”火星探测器顺利登陆火星，中国成为继美国和苏联后，世界上第三个成功在火星着陆探测器的国家。
- 5月22日，甘肃发生严重山地马拉松事故，造成21人死亡。
- 6月13日，湖北十堰燃气爆炸事故，造成25人死亡。
- 6月17日，“神舟十二号”飞船成功将聂海胜、刘伯明和汤洪波三名航天员送到天宫号空间站，于同年9月17日返回地球。
- 7月中旬起，河南发生特大水灾，造成至少398人死亡、上千万人受灾。
- 9月，北京证券交易所成立。
- 10月16日，“神舟十三号”飞船成功将翟志剛、王亞平和葉光富三名航天员送到天宫号空间站，于2022年4月16日返回地球。
- 11月，彭帅指控张高丽性丑闻事件，引发国际广泛关注。
- 11月11日，中共十九屆六中全會通過《關於黨的百年奮鬥重大成就和歷史經驗的決議》，主要闡述習近平領導的中國共產黨在十八大以來的成就，強調中國特色社會主義新時代。

- 2022年

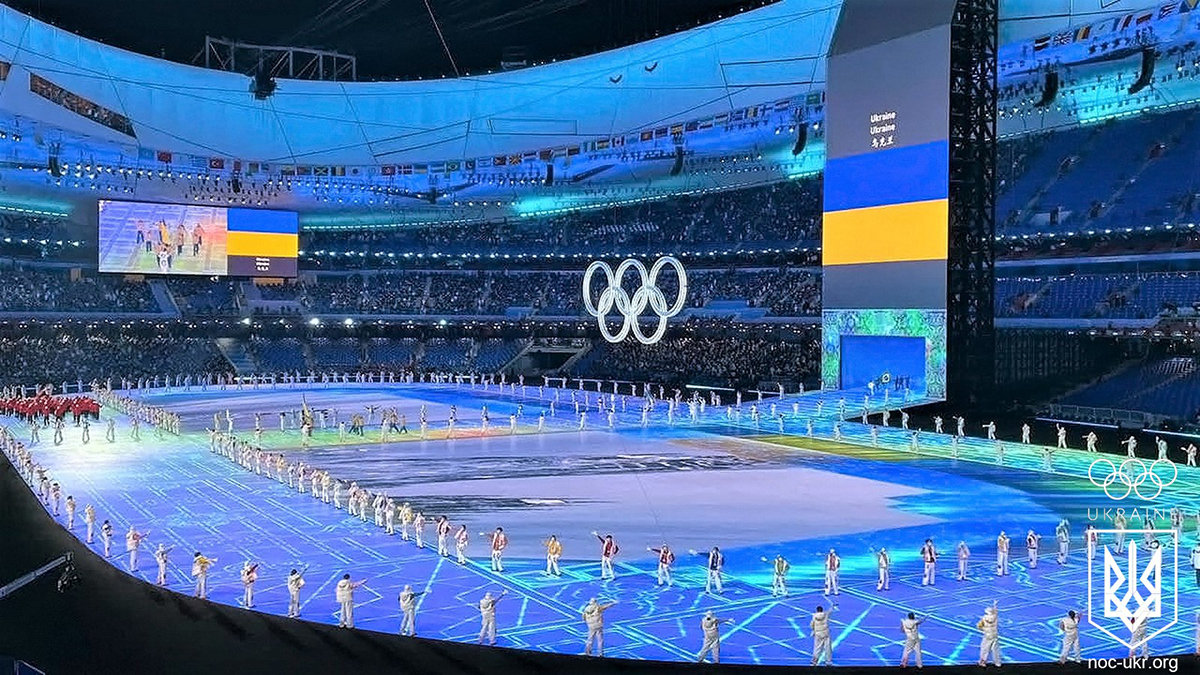
2022年2月4日，北京冬奥会开幕

- 1月，徐州八孩母亲事件（锁链女事件）引发轰动和争议。
- 2月-3月，北京主办2022年冬季奥林匹克运动会以及冬季残奥会。
- 3月起，中国大陆多地及香港爆发了自2020年以来最严重的新冠疫情，“清零政策”下，3月底开始中国大陆金融中心上海封城，直至6月初。
- 3月21日，中国东方航空5735号班机空难，132人死亡。
- 4月29日，湖南长沙自建房倒塌事故，54人遇难。
- 5月，时任国务院总理李克强召开规模超过十万人的“稳经济大盘”会议。
- 6月5日，“神舟十四号”飞船成功将陈冬、刘洋、蔡旭哲三名航天员送到天宫号空间站，并于12月4日返回地球。
- 6月10日，唐山烧烤店打人事件引发轰动和广泛关注。
- 6月17日，中国第三艘航空母舰“福建号”正式交付使用。
- 8月初，美国众议院议长南希·佩洛西率团访问台湾，中国人民解放军而后展开环台军事演练，引发外界对第四次台海危机的担忧。
- 9月5日，四川泸定地震，造成至少93人死亡、数百人受伤。
- 10月13日，北京发生“四通桥抗议事件”。
- 10月16日-22日，中国共产党第二十次全国代表大会在北京召开，二十大闭幕会上，在时任中共中央总书记习近平示意后，工作人员强行将胡锦涛带离会场；習近平在10月23日召开的中共二十屆一中全會上再次連任中共中央總書記，開始最高領導人的第三個任期，鄧小平時代以來的「廢除幹部領導職務終身制」事實上終結，其他当选的中共中央政治局常委包括李强、赵乐际、王沪宁、蔡奇、丁薛祥、李希（参见：中国共产党第二十届中央委员会）。
- 11月11日，中國政府發布《关于进一步优化新冠肺炎疫情防控措施科学精准做好防控工作的通知》（俗稱二十條），對中國大陸的新冠肺炎疫情防控措施作出較大調整。
- 11月24日，新疆烏魯木齊高層住宅樓火災，引发全國各地爆發大規模的反對動態清零政策運動，俗称“白纸运动”。
- 11月29日，“神舟十五号”飞船成功将費俊龍、鄧清明、張陸三名航天员送到天宫号空间站，与“神舟十四号”的三位航天员交接、后者于12月4日返回地球。
- 11月30日，中共第三代中央領導集體核心、前中共中央總書記江澤民去世 。
- 12月7日，中國政府發布《关于进一步优化落实新冠肺炎疫情防控措施的通知》（俗稱新十條），實際結束「動態清零」防疫政策，改為推行與病毒共存策略；隨後，更將「新型冠狀病毒肺炎」更名為「新型冠狀病毒感染」，解除對該疾病採取的《中華人民共和國傳染病防治法》規定的甲類傳染病防控措施（俗稱「乙類乙管」）。
- 12月9日，中印两军继2020年冲突后，再次爆发冲突。

### 2023年-
- 2023年

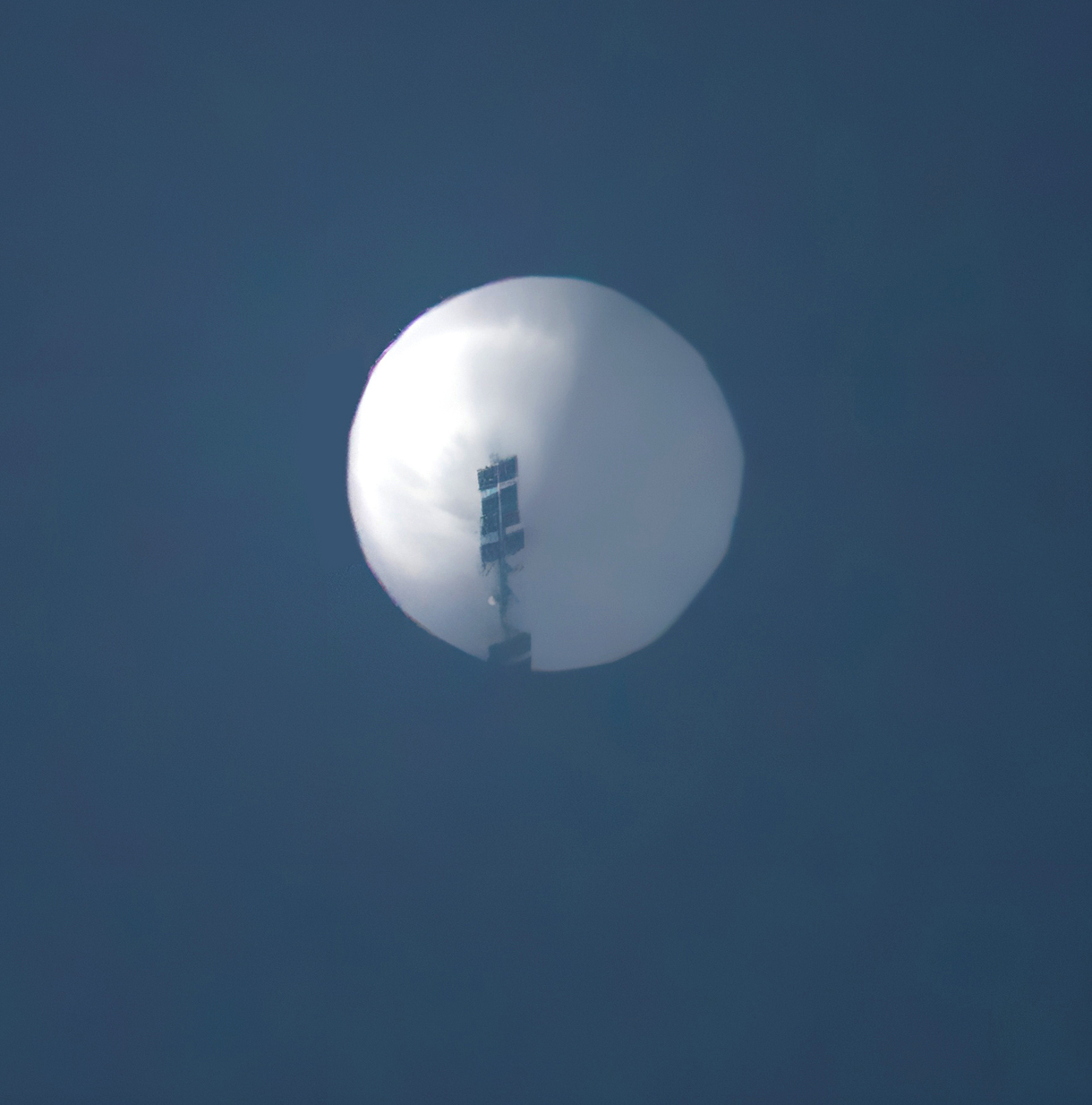
2023年初，中国与美国、加拿大等国之间发生“高空气球事件”，引起国际纠纷。

- 1月-2月，中国与美国、加拿大等国之间发生“高空气球事件”，美方怀疑入侵的中方气球为搜集情报的间谍气球，但中方予以否认并称其为民用无人飞艇，引发外交争端和国际广泛关注。
- 3月5日-13日，在第十四届全国人民代表大会第一次会议上，习近平在2018年修宪废除任期限制的法律背景下，连任中华人民共和国主席、实现自1949年中华人民共和国成立以来的首次国家元首三连任，李强当选中华人民共和国国务院总理。
- 4月，中国人民解放军展开“4月环台军事演练”。
- 5月30日，“神舟十六号”飞船成功将景海鵬、朱楊柱、桂海潮三名航天员送到天宫号空间站，与“神舟十五号”的三位航天员交接、后者于6月4日返回地球。
- 6月-10月，“秦刚事件”中，秦刚在长时间未现身后被免除中华人民共和国外交部长、国务委员等职务，引发国际媒体广泛关注；同期，中国人民解放军火箭军大规模改组，包括火箭军司令员李玉超在内的领导层被替换，中华人民共和国国防部部长李尚福等人此后亦被免职（详见：中国火箭军案）。
- 7月1日，《中华人民共和国对外关系法》、新版《中华人民共和国反间谍法》开始正式施行，扩大了对间谍行为的定义以及国安单位的执法权。
- 7月23日，黑龙江齐齐哈尔中学体育馆坍塌事故，造成11人死亡、4人受伤。
- 7月-8月，成都举办因新冠疫情延期的“2021年夏季世界大学生运动会”。
- 7月-8月，京津冀暴雨，导致海河流域发生大洪水，造成至少数十人死亡以及严重经济损失。
- 8月，中国人民解放军展开“8月环台军事演练”。
- 9月-10月，杭州举办因新冠疫情延期的“第十九屆亞洲运动会”。
- 10月26日，“神舟十七号”飞船成功将湯洪波、唐勝傑、江新林三名航天员送到天宫号空间站，与“神舟十六号”的三位航天员交接、后者于10月31日返回地球。
- 10月27日，前中华人民共和国国务院总理李克强逝世，引发广泛哀悼。
- 12月18日，甘肃积石山县地震，造成至少151人死亡、近千人受伤。

- 2024年

- 1月，中国房地产龙头企业恒大集团被香港高等法院勒令清盘，恒大此前在美国申请破产保护、许家印已被依法采取强制措施（详见：恒大债务危机）。
- 2月14日，“金门近海快艇翻覆事故”造成人员伤亡，中国大陆方面于2月18日发起“常态化执法巡查行动”。
- 3月5日，第十四届全国人民代表大会第二次会议结束后，时任国务院总理李强不召开中外记者招待会，打破逾30年的惯例。
- 3月13日，河北省廊坊市燕郊镇的一栋建筑物发生燃气爆炸事故，爆炸原因是输送燃气管道发生泄漏，造成7人死亡、27人受伤。
- 3月23日，《维护国家安全条例》由香港特别行政区行政长官李家超签署后刊宪生效。
- 4月19日，中央军委调整组建中国人民解放军信息支援部队，同时撤销“战略支援部队”番号。
- 4月25日，“神舟十八号”飞船发射成功，搭载叶光富、李聪、李广苏三位航天员与天宫空间站成功对接，并与“神舟十七号”的三位航天员交接、后者于4月30日返回地面。
- 5月1日，广东省梅龙高速公路塌陷事故，造成52人死亡、30人受伤。
- 5月3日，“嫦娥六号”月球探测器发射升空，此后完成世界首次月球背面采样，并于6月25日返回地面。
- 5月23日-24日，中国人民解放军展开环台军事演练“联合利剑—2024A”。
- 6月，前中国国防部部长、前中国人民解放军火箭军司令员魏凤和被开除党籍、移送司法（详见：中国火箭军案）。
- 6月-9月，中国大陆发生数起无差别袭击外国人事件，造成人员死伤，包括吉林市北山公园持刀袭击事件、苏州新地中心公交站台持刀袭击事件、深圳日本人学校学生遇害事件。
- 7月-8月，湖南资兴特大暴雨，造成50人遇难、15人失踪。
- 9月25日，中国向太平洋海域发射了一枚携带模拟弹头的洲际弹道导弹（外界认为是“东风31”），为数十年来首次，引发部分邻国抗议。
- 10月14日，中国人民解放军展开环台军事演练“联合利剑—2024B”。
- 10月30日，“神舟十九号”飞船发射成功，搭载蔡旭哲、宋令東、王浩澤三位航天员与天宫空间站成功对接，并与“神舟十八号”的三位航天员交接、后者于11月4日返回地面。
- 11月11日，珠海市體育中心駕車撞人事件，一名男子駕駛車輛無差別繞場撞擊人群，造成35人死亡，43人受傷。
- 12月，中国大陆试飞两款第六代战斗机（成都飞机工业集团设计、沈阳飞机工业集团设计），引发外界关注。

- 2025年

- 1月7日，西藏定日地震，造成至少126人死亡、350人受伤。
- 1月20日，中国大陆人工智能公司深度求索（DeepSeek）发布大型语言模型“DeepSeek-R1”，引发国际关注。
- 2月，美国总统唐纳德·特朗普第二任期开始后，中美贸易战重启。
- 3月1日，《互联网军事信息传播管理办法》施行，阻止传播“军队国家化”等政治主张。
- 3月3日，动画电影《哪吒之魔童闹海》成為亞洲影史首部票房突破20亿美元的电影。
- 4月1日-2日，中国人民解放军展开环台军事演练“海峡雷霆—2025A”。
- 4月24日，“神舟二十号”飞船发射成功，搭载陳冬、陳中瑞、王傑三位航天员与天宫空间站成功对接，并与“神舟十九号”的三位航天员交接、后者于4月30日返回地面。
- 7月，雅魯藏布江下游水電工程在西藏林芝動工。
- 7月23日-29日，京津冀強降雨，造成至少64人死亡，39人失縱。
- 7月27日，河南嵩山少林寺住持释永信涉嫌犯罪，被官方宣布调查，引发外界广泛关注。